# Movimiento okupa

Símbolo okupa

El movimiento okupa es un movimiento social radical que propugna la "okupación" de viviendas o locales deshabitados, temporal o permanentemente, con el fin de utilizarlos como vivienda, tierras de cultivo, lugar de reunión o centros con fines sociales, políticos y culturales, entre otros. El principal motivo es denunciar y al mismo tiempo responder a las dificultades económicas que existen para hacer efectivo el derecho a la vivienda.
El movimiento okupa agrupa gran variedad de ideologías —en ocasiones asociadas a una determinada tribu urbana— que justifican sus acciones como un gesto de protesta política y social contra la especulación y para defender el derecho a la vivienda frente a las dificultades económicas o sociales. El movimiento okupa también defiende el aprovechamiento de solares, inmuebles y espacios abandonados y su uso público como centros sociales o culturales. 
La legislación relativa a okupación de espacios varía mucho de un país a otro. En la mayoría de países, los propietarios legales del bien inmueble cuyos bienes resultan usurpados pueden denunciarla como un delito ordinario; mientras que existen países donde puede haber una legislación que tolere condicionadamente la okupación, o donde existen concesiones temporales por parte de los propietarios a cambio del mantenimiento o alquiler del inmueble. En Países Bajos, por ejemplo, en 2008 se ha propuesto castigar esta práctica.

## El término okupa

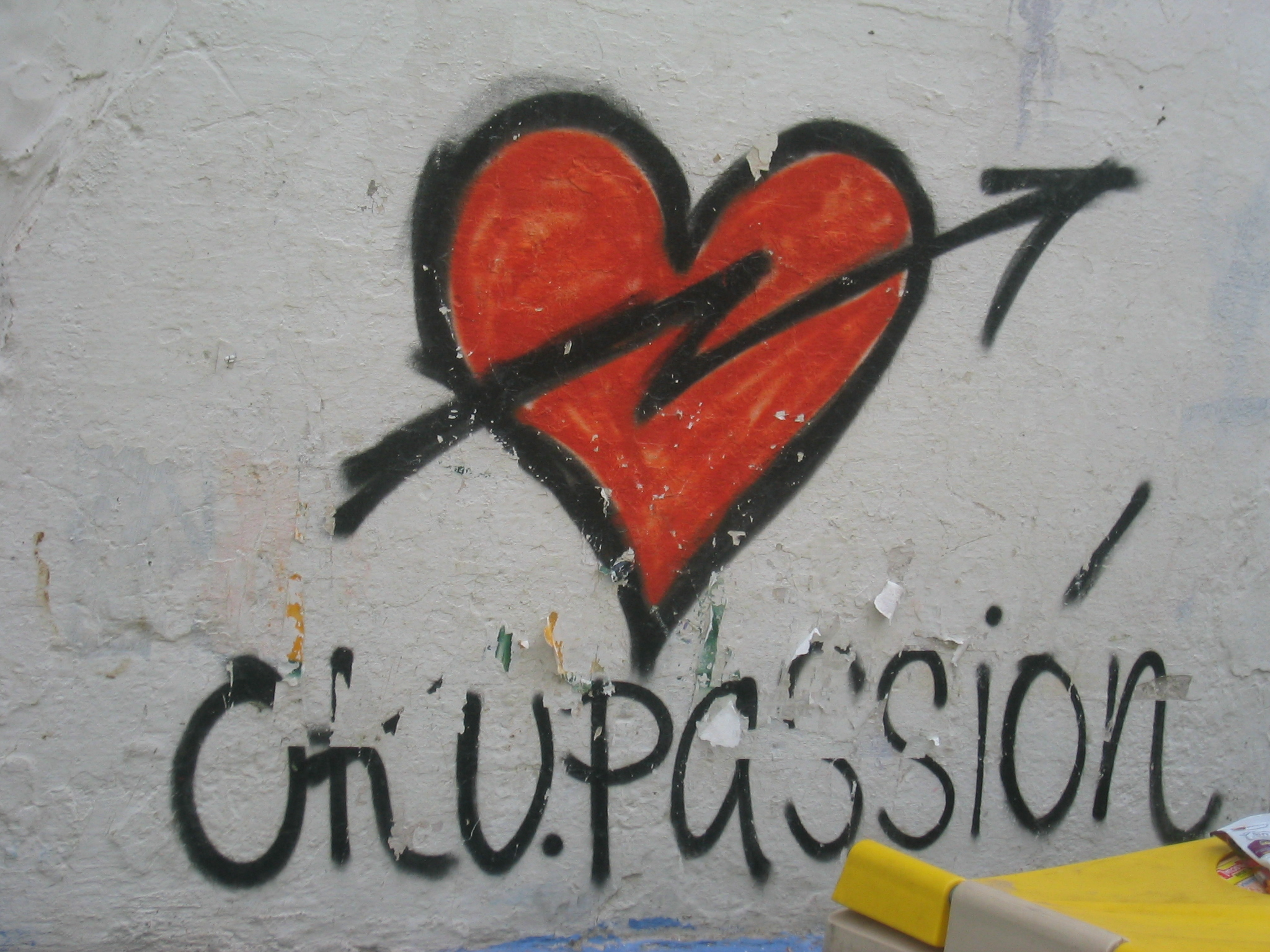
Grafiti de apoyo a la okupación en el que se lee: «okupassión». El sitio es Sevilla, barrio de La Macarena.

Okupa y sus derivados procede de la palabra ocupante. La ocupación de viviendas abandonadas ha existido siempre, y en España conoció un gran auge durante los años 1960 y 70, como forma de dar salida a la gran demanda generada por la afluencia de población del campo a las ciudades. También, diversas concepciones políticas insisten e influyen en la toma de tierras, medios de producción y viviendas para la construcción de su ideario social.
La okupación surge a mediados de los 80 a imagen y semejanza de los squatters ingleses, tras varios titubeos con la denominación (pues no existía en castellano ninguna palabra para nombrar la ocupación con motivos subculturales de viviendas, edificios deshabitados y locales). La diferencia entre ocupar y okupar reside en el carácter político de esta última acción, en la que la toma de un edificio abandonado no es solo un fin sino también un medio para denunciar las dificultades de acceso a una vivienda.
Se reconoce una interacción e influencia sobre los que llegarían a ser los okupas en España de parte de los squatters neerlandeses, sobre todo los influidos por el colectivo PROVO de corte anarquista y libertario. Esto se dio gracias a que compartieron videos y registros gráficos y audiovisuales de las prácticas y movilizaciones que llevaban a cabo en los Países Bajos, desde enfrentamientos con la policía hasta organización interna.
La palabra okupa y sus derivados han sido popularizados por la prensa de modo que es de uso corriente, tanto en la lengua coloquial como en los medios de comunicación, así como también en los diccionarios bilingües como equivalente español del inglés squatter. Se utiliza tanto en castellano como en catalán, euskera, gallego y otras lenguas ibéricas. Sin embargo, en su acepción popularizada por la prensa ha venido utilizándose para designar a cualquiera que se instale en una vivienda abandonada, tenga esta acción carácter político o no. El término okupa puede designar también el lugar okupado.
En cuanto a la expresión «movimiento okupa» para referirse al movimiento sociocultural que orbita alrededor de las okupaciones es también un término que ha tenido una acogida desigual. Hay quienes afirman tajantemente que no existe tal movimiento sino una multiplicidad de procesos de okupación no necesariamente relacionados. Otros prefieren el plural «movimiento de okupaciones» o «movimiento de los centros sociales» para aquellos que consideran que es el centro social lo que da identidad al movimiento.[cita requerida] La palabra «okupa» referida a personas se ha venido usando en estos últimos años.

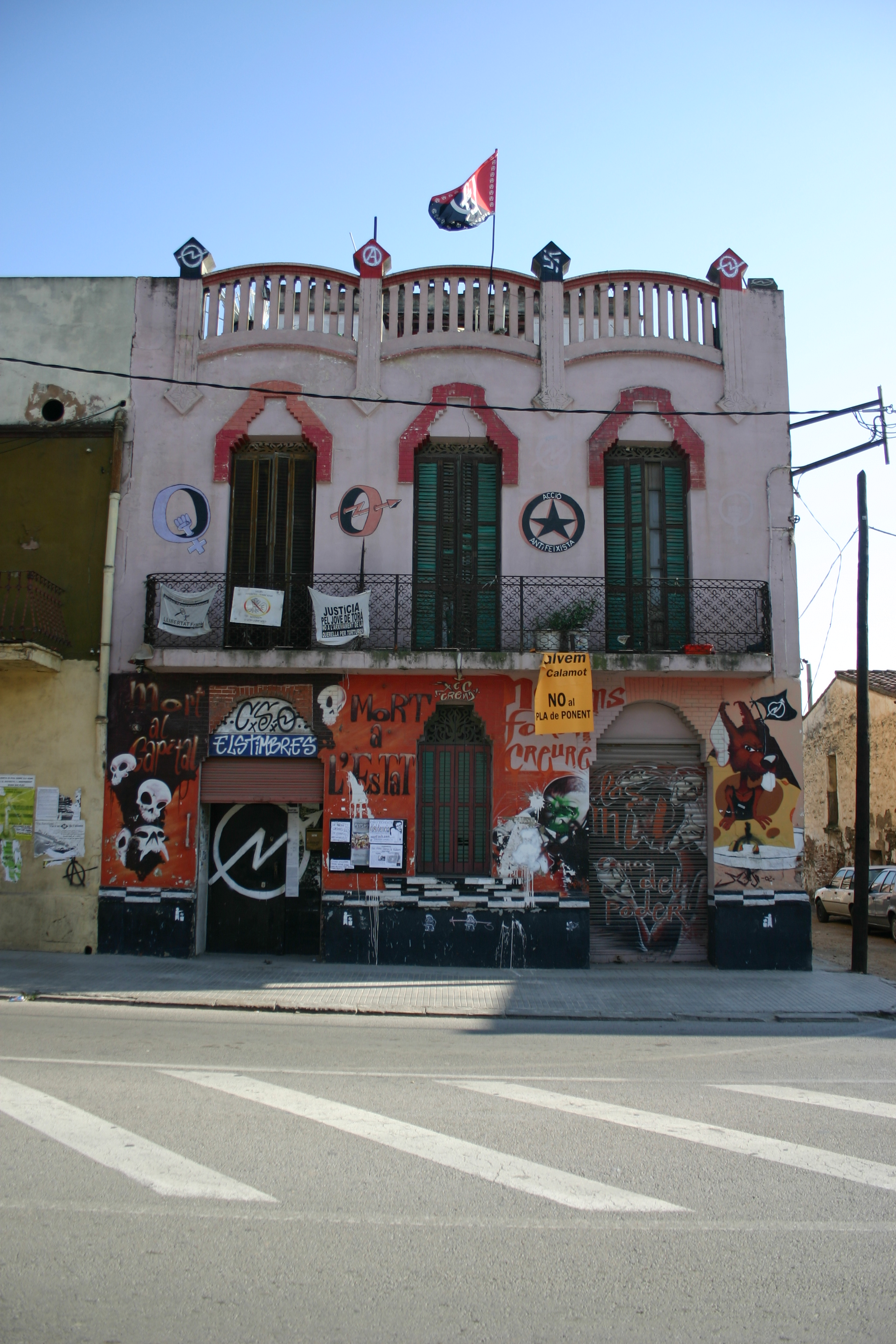
Casa okupada (Viladecans).

## Motivaciones

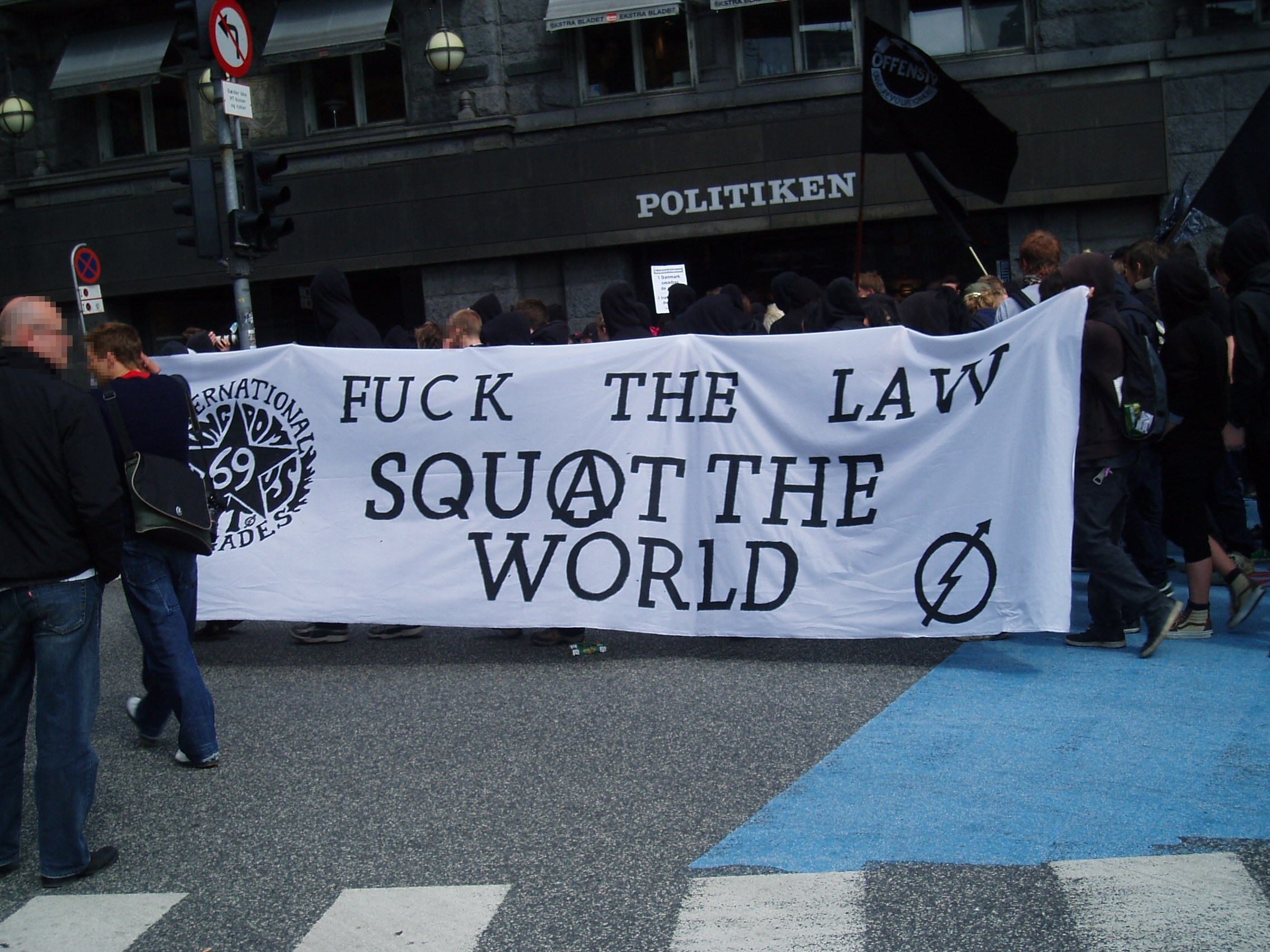
Okupas en Copenhague

Existen diversos motivos por los que se suele realizar una okupación, aunque generalmente se debe a alguno de los siguientes:

### Búsqueda de una vivienda
En algunos casos se trata de familias, grupos de personas o individuos que buscan un lugar donde poder vivir y no pueden o no quieren pagar un alquiler ni una hipoteca. Se trata de un movimiento social que entiende el artículo 47 de la Constitución española, que expresa el derecho a disfrutar de la vivienda, aunque no está recogido en los derechos fundamentales y está incluido como un derecho negativo, como la justificación moral para entrar en propiedades ajenas, tanto de particulares como de entidades, y hacerse con su uso, en ocasiones independientemente del daño y gastos económicos que ocasione a los propietarios legales de dichas propiedades. Generalmente los partidarios de la okupación suelen justificar esto argumentando que los inmuebles okupados están abandonados o son usados únicamente para especular. Por otra parte, la presión ejercida por las autoridades hace que al poblamiento okupa le sea inherente cierta precariedad, que a su vez dinamiza el movimiento e intensifica sus acciones de protesta.

### Realización de actividades y propagación de ideas
Existen numerosos casos de okupaciones promovidas por gente que busca crear alternativas culturales y asociativas en los barrios en los que viven, a través de los llamados centros sociales okupados. Para ello utilizan los espacios okupados de forma autogestionada realizando en ellos diversas actividades políticas, culturales o de cualquier otra índole. La okupación es utilizada de este modo como un instrumento para conseguir un objetivo: la transformación de la sociedad. Algunos están vinculados ideológicamente a movimientos como el comunismo o el anarquismo. No se puede hablar de homogeneidad del movimiento pues hay divergencia de medios y objetivos en cada centro social. La propia naturaleza heterogénea del movimiento dificulta su identificación con un grupo social determinado, aunque sus ideas suelen ser relacionadas con pensamientos anarquistas. Los centros sociales mantienen entre sí una comunicación fluida, aprovechando las nuevas tecnologías para informar sobre sus convocatorias. Sin embargo, solo ocasionalmente participan en actividades comunes, como movilizaciones de protesta. Por lo general, un centro social responde al contexto específico del entorno en el que se encuentra, lo que determinará la índole de sus actividades.
En los centros sociales se realizan o coordinan diversas actividades sociales, que suelen ser de acceso gratuito: charlas sobre diferentes temáticas (agricultura tradicional, conceptos políticos o concienciación ciudadana), teatro, clases de baile, talleres diversos (desde juegos infantiles a promoción del GNU/Linux), comedores vegetarianos, excursiones al campo, conciertos, recitales poéticos, servicio de biblioteca, clases de idiomas para inmigrantes, reuniones de grupos políticos, ecologistas, artísticos o anticarcelarios. Su función en muchos casos es similar a la de los ateneos libertarios de principios del siglo XX.
En ocasiones la okupación se lleva a cabo únicamente con fines temporales y sin tener en mente la creación de un centro social permanente, como fue el caso de la okupación de la antigua sede del Banco Español de Crédito de Barcelona, desocupado desde 2007 y okupado por un centenar de activistas a finales de septiembre de 2010 para apoyar la jornada de huelga general del 29S.

## Aspectos estructurales

### Impacto sobre el urbanismo
Aunque uno de los fundamentos del fenómeno es la recuperación de espacios abandonados, según algunos análisis el impacto de la okupación no es necesariamente favorable al desarrollo del área en la que se desarrolla. El fenómeno de ocupación ha sido comparado con el modelo de crecimiento de los asentamientos de favelas en países en vías de desarrollo. En los países del tercer mundo, el proceso de crecimiento urbano genera asentamientos espontáneos esclerotizados, que con el tiempo van definiendo la estructura definitiva de la ciudad en que se desarrollan. En este contexto, la proximidad con zonas urbanizadas -y las ventajas facilitadas por la comunicación y un entorno socioeconómico desarrollado- acelera el proceso de poblamiento, acentuando la concentración del poblamiento. Algunos autores han estudiado el fenómeno de la ocupación desde dos modelos de crecimiento, el llamado modelo de «agente central» y el modelo de favela:
- El modelo de agente central define el asentamiento en función de un modelo heurístico de crecimiento en función de la infraestructura presente en el entorno, así como de los flujos migratorios propios de un área.
- El modelo de favelas interpreta el desarrollo de un asentamiento en función de puntos favorables y negativos en torno a un área okupada, que definen y limitan su desarrollo.

Algunos autores han descrito el desarrollo urbano como el efecto del flujo de personas y el flujo -o cambio- de estructuras. En este sentido, los asentamientos espontáneos ofrecen un paradigma a pequeña escala de un proceso de desarrollo paralelo al de la ciudad en que se inscriben.
Independientemente de su entorno socioeconómico, el carácter altamente móvil de la población okupa está relacionado con el llamado flujo de movimiento económico de las ciudades tercermundistas: Según Hillier, es la propia estructura de la ciudad la que determina el volumen de movimientos poblacionales. Así, "considerando una ciudad desde la perspectiva de un mapa axial, las calles más integradas -desde el punto de vista urbanístico- deberían corresponder con las zonas más desarrolladas, mientras que las calles menos integradas, y los barrios más segregados serían las zonas más pobres de la ciudad. En las grandes ciudades de países en desarrollo, donde florecen los asentamientos espontáneos, la estructura urbana se caracteriza por una marcada desarticulación. El asentamiento espontáneo, por tanto, se caracteriza en ese entorno por su proximidad a zonas muy desarrolladas, una característica significativa que no necesariamente es propio de los asentamiento okupados de las ciudades del mundo desarrollado. Algunos autores señalan que aunque los factores definitorios de la distribución de asentamientos urbanos responden a unos mismos factores -a saber, disponibilidad de suelo y proximidad a zonas desarrolladas que ofrezcan perspectivas laborales- la naturaleza contrapuesta del desarrollo urbanístico de ciudades desarrolladas o tercermundistas justifica una geografía de la okupación completamente diferente.
Otra de las características de la dinámica poblacional de la ciudad tercermundista es el crecimiento centralizado. El crecimiento, también definido por puntos de "atracción" favorables al asentamiento, presenta por tanto una estructura irregular, que puede crear zonas de alta concentración poblacional junto a grandes espacios que carecen de factores favorables al asentamiento y permanecen desocupados aun a largo plazo. De cualquier modo, el desarrollo de un asentamiento depende en última instancia no tanto de su propia tendencia sino de la política de las autoridades locales respecto a la alienación de la propiedad. Es por ello que el factor legal reviste una importancia específica para este tipo de asentamientos.

## Aspectos legales de la okupación

### España
Hasta la promulgación de un nuevo código penal a finales de 1996 no existía en España una figura legal que penalizase específicamente la ocupación de lugares abandonados. Esta, de hecho, había gozado de cierta tolerancia en las décadas anteriores como modo de resolver parcialmente el problema generado por la afluencia de gente del campo a las ciudades. En los primeros años de la democracia fueron legalizadas miles de ocupaciones alegales de viviendas de propiedad estatal.

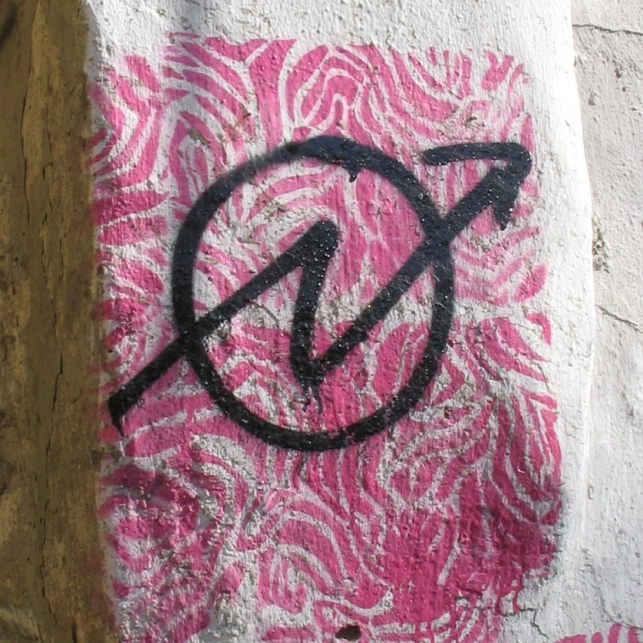
Grafiti con un símbolo okupa en Málaga

Hasta 1996 la figura legal a la que se recurría era a la de la falta de coacciones: el propietario de la casa okupada denunciaba a los inquilinos ilegales aduciendo que le impedían utilizar su propiedad, lo cual constituía una coacción. Se abría entonces un proceso judicial civil (no penal), generalmente largo, que solía acabar con una orden de desalojo de la casa okupada.
Hubo sin embargo numerosas excepciones: en ocasiones los jueces daban la razón a los okupas. Los factores considerados eran los años de abandono del edificio, el estado del mismo y, en general, cualquier indicio que permitiera suponer ausencia de "función social" de la propiedad. En ocasiones este tipo de sentencias eran dictadas por tribunales superiores cuando los edificios en litigio ya habían sido desalojados por orden de los tribunales de primera instancia.

 

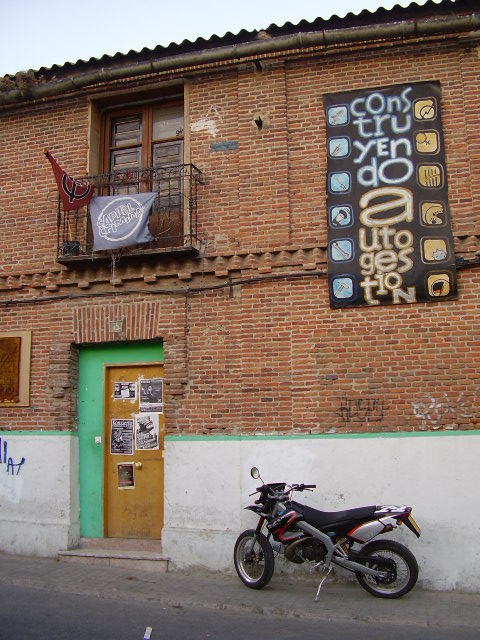
La Casika, centro social okupado en Móstoles (Madrid)

Aunque la mayoría de los casos acababan en desalojo, la lentitud del proceso civil daba expectativas de cierta duración de la okupación. Ello, unido al rápido incremento del precio de la vivienda, hizo que las okupaciones crecieran exponencialmente en los años 90. El nuevo código penal aprobado en 1996 pretendía restringir las mismas, tipificándolas como delito de usurpación. La consideración de delito aceleraba considerablemente el proceso de desalojo, permitiendo además que este se produjera por sorpresa, es decir, sin previa notificación a los ocupantes ilegales. Sin embargo, los juzgados solían considerar zanjada la cuestión con el desalojo de la propiedad ocupada, archivando la causa a continuación. Es decir, que casi nunca se han dictado las condenas previstas legalmente por el delito de usurpación, lo que ha generado una sensación de excesiva permisividad en algunos propietarios y poderes públicos locales. Por ello, a veces se ha recurrido a interponer denuncias no por usurpación sino por delitos más graves como desórdenes públicos, allanamiento de morada o robo. Dichas denuncias tampoco han entrañado condenas, por no haberse podido demostrar, pero sí tienen un efecto punitivo en la medida en que obligan a los acusados a hacerse cargo de un proceso judicial duro y a menudo costoso.

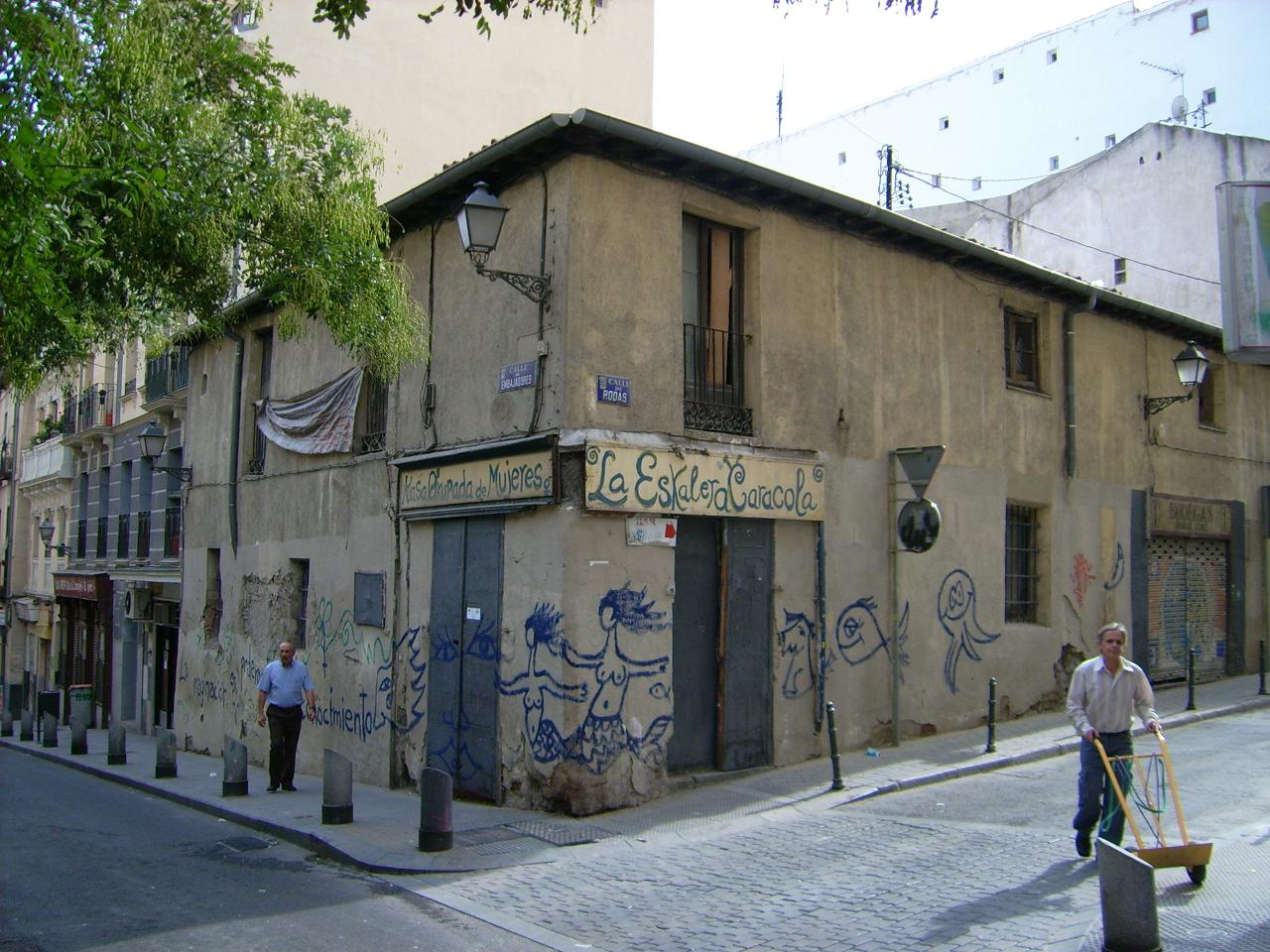
La Eskalera Caracola. Kasa Okupa de Mujeres en Madrid.

 Las escasas condenas relacionadas con la okupación han sido las derivadas de denuncias por casos de resistencia a la autoridad durante los desalojos.
 
En algunos casos, los llamados centros sociales han intentado legalizar su situación iniciando un diálogo con las instituciones, a imagen de las negociaciones que se han dado en otros países europeos donde lugares inicialmente okupados han acabado por ser cedidos bajo fórmulas de alquiler bajo o incluso declarados de interés social o cultural. Este tipo de diálogos han encontrado interlocutores interesados en las instituciones, pero por lo general no han dado fruto, salvo parcialmente en casos como el de la Eskalera Karakola, Centro social Seco, y la escuela de La Prospe. También es cierto que otros centros okupados se oponen a negociar con las instituciones, pues consideran que esto crearía dependencia o aceptación de estas.
En la ciudad de Barcelona, la okupación ha logrado ganarse una considerable simpatía, implicando activamente a las gentes de los barrios en sus actividades y defensa de los espacios, manteniendo además una red de centros sociales y casas okupadas coordinadas entre sí que ha servido de modelo para otros lugares.
En la actualidad, los procedimientos de desalojo en España varían según la tipología de la ocupación y las circunstancias legales. Si la okupación es reciente (menos de 48 horas), las fuerzas de seguridad pueden actuar de inmediato si el propietario demuestra la titularidad. Sin embargo, si los okupas han adquirido ‘posesión de hecho’, es necesario un proceso judicial que puede durar entre 6 y 36 meses dependiendo de factores como la presencia de menores, la documentación presentada o la saturación de los juzgados. En el caso de la vivienda habitual del propietario, el delito se considera allanamiento de morada, lo que agiliza el desalojo. Algunos propietarios recurren a estrategias legales para acelerar el proceso, mientras que ciertos okupas utilizan recursos judiciales para dilatar su permanencia. Estas diferencias han generado un debate sobre la efectividad de la legislación vigente.
En 2024, el Congreso aprobó una enmienda para incluir los delitos de allanamiento de morada y usurpación en el procedimiento de juicios rápidos, agilizando los desalojos en casos de ocupación ilegal. Además, el Grupo Parlamentario Socialista propuso que, si los ocupantes no presentan un título legítimo en 48 horas tras la denuncia, la autoridad judicial pueda ordenar su desalojo inmediato.

### Países Bajos
Hasta el 1 de octubre de 2010 los Países Bajos eran prácticamente el único país del mundo en el que la okupación no estaba prohibida por ley. La okupación era una herramienta generalmente aceptada y aplicada para combatir el problema de la vivienda.
A partir de esa fecha con la se prohibió por la Ley de Ocupación y Vacantes: Un proyecto de ley presentado por los partidos conservadores Partido Popular por la Libertad y la Democracia, Unión Cristiana y Llamada Demócrata Cristiana fue tanto en el Senado como en la Cámara de Representantes.
Dicha ley, que anuló del Código Penal el artículo 429 que estipulaba que la okupación no está prohibida tras más de un año de desocupación, prohíbe okupar en todo momento y por otro lado, prevé medidas para combatir la desocupación de locales comerciales.
La nueva Ley incluyó una serie de nuevos artículos entre los que destaca el  conviene mencionar aquí el art. 138:
1. Quien entre o resida ilegalmente en una vivienda o edificio cuyo uso haya sido cesado por su propietario, será culpable de okupación y será castigado con la pena de prisión de hasta un año o multa de tercera clase.
2. Si profiere amenazas o emplea medios para infundir temor, será castigado con la pena de prisión de hasta dos años o multa de cuarta categoría.
3. Las penas de prisión señaladas en los apartados primero y segundo podrán aumentarse en un tercio si dos o más personas actuando conjuntamente cometen el delito.

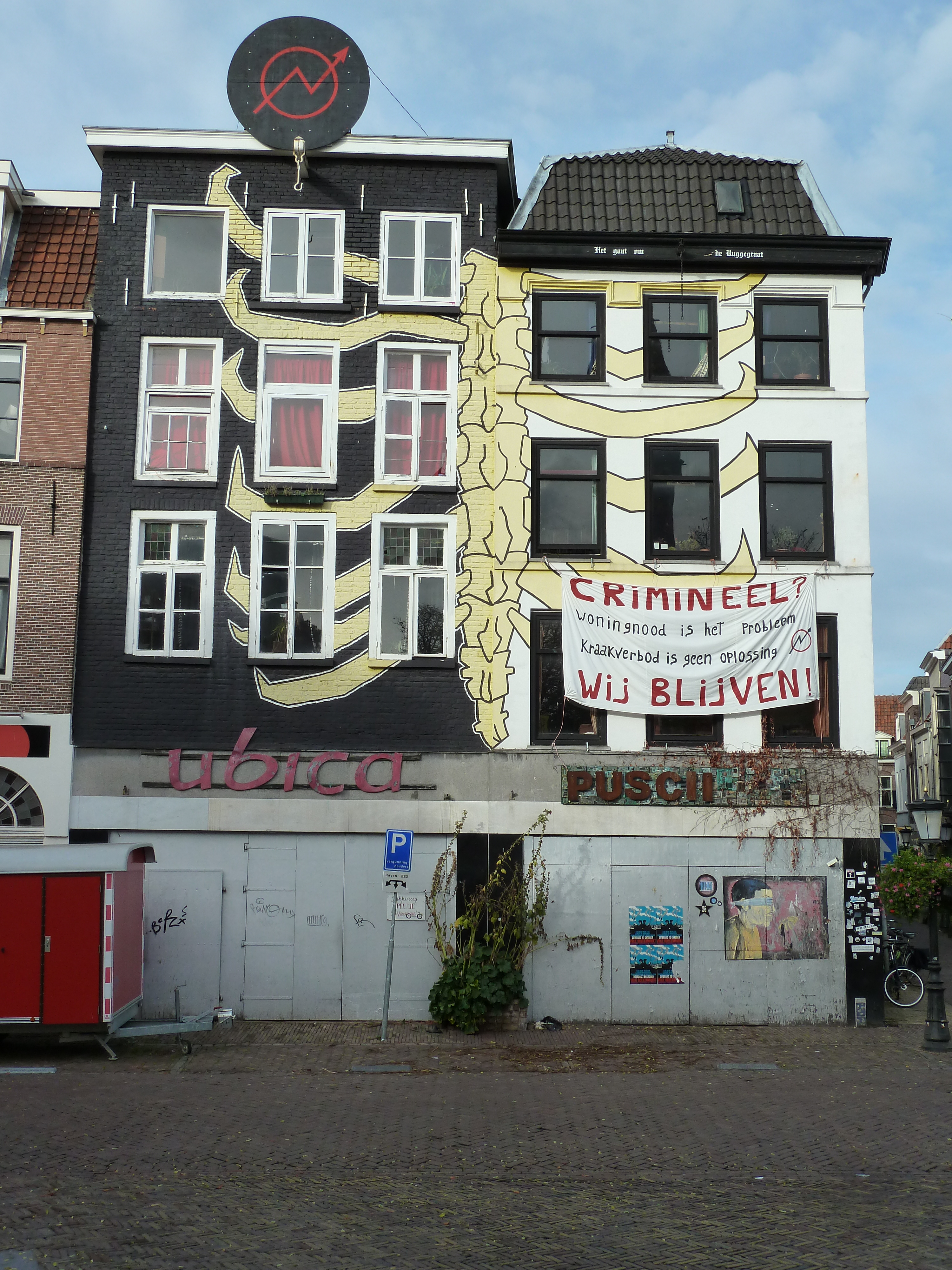
Antigua casa okupa en Utrech

La okupación pasó a ser un delito penal lo que significaba, entre otras cosas, que la prisión preventiva es posible. Además, el detenido tiene derecho a un abogado antes del primer interrogatorio. En el caso de delitos penales, la pena máxima de prisión puede aumentarse en un tercio si, en el momento de cometerse el delito, han transcurrido menos de cinco años desde que la persona en cuestión fue condenada a una pena de prisión por un delito similar (artículo 43a del Código Penal neerlandés). La participación en una organización que tiene como objetivo cometer delitos penales (por cuya participación se impone una pena máxima de prisión de seis años) solo es punible si esos delitos penales son delitos (artículo 140 del Código Penal neerlandés). Esto crea más oportunidades para tomar medidas contra los okupantes que reinciden y que forman una asociación estructurada destinada a ocupar edificios. Por último, la complicidad en la okupación es punible, así como el intento de okupación.
Un segundo artículo, el art. 551 del Código de Procedimiento Penal, reza que "En caso de sospecha de un delito como el descrito en los artículos 138 138a y 139 del Código Penal, cualquier funcionario investigador podrá entrar al lugar correspondiente. Están autorizados a expulsar o hacer expulsar a las personas que se encuentren allí ilegalmente, así como a los objetos que allí se encuentren".
La policía podrá entrar en cualquier local donde crea que hay personas presentes ilegalmente aunque en el caso de que exista un acuerdo (verbal) entre el propietario y los okupas, no se trataría de una presencia ilegal y, por lo tanto, la policía no podría entrar en el local. Sin embargo, si se da un aviso previo adecuado del desalojo, se puede considerar que se cumplen las garantías procesales exigidas por el artículo 1 del Primer Protocolo del CEDH. Corresponde entonces a los okupas retirar los objetos que se encuentren ilegalmente en el edificio, en vista de lo dispuesto en los artículos 138 y 138a del Código Penal.

## Historia
El movimiento de "okupación" nace con el auge de los nuevos movimientos sociales emancipadores y el ciclo de la militancia a finales de la década de los 60 del siglo anterior, conincidiendo con la crisis de los 70 y con la Independencia y descolonización del llamado Tercer mundo por medio de diferentes revoluciones socialistas, en Europa y Norteamérica. Dichos movimientos rechazaron las formas de organización y representación de la Izquierda tradicional. Con la recesión de mitad de 1970, y la consecuente desindustrialización, los recortes en las políticas sociales y el acceso al crédito; la ciudad pasó de ser el sostén de  los trabajadores a un medio con el que sostener el capital con la expectativa de que éste aumentaría en un futuro. Si bien en el imaginario popular la okupación se asocia a la juventud y ciertas subculturas, históricamente ha funcionado como un modo de tener acceso a la vivienda para los grupos sociales más desfavorecidos siendo ésta más variada y compleja en su estudio.
El movimiento ha tenido una fuerza significativa en Alemania, Holanda y España. Sin embargo, el movimiento está presente en muchos otros lugares de Europa (Italia, Francia, Inglaterra, etc.) y América (Chile, Argentina, Brasil, México, Venezuela, entre otros).

### Inicios: Principios desigloXX, período de entreguerras y final de la Segunda Guerra Mundial
Fuera de lo que se encuentra dentro del imaginario colectivo, la ocupación ilegal de Australia, los procesos de colonización o el fenómeno del chabolismo, los historiadores fijan el fenómeno en el período de entreguerras y su nacimiento en Essex con el fin de la Primera Guerra Mundial debido al fuerte aumento del desempleo. Esto llevó a mucha gente a ocupar propiedades municipales vacías con el objetivo de establecer centros de ayuda a la población e incluso a numerosas huelgas de alquiler, sobre todo en el East End de Londres. Además se registró un gran aumento en el número de creación de viviendas de construcción propia en los suburbios londinenses así como en Jaywick Sands y Canvey Island. La ley de planificación urbana y rural de 1947 acabó con este tipo de construcciones.
Con el final de la Segunda Guerra Mundial la okupación creció a gran escala como un movimiento de acción directa contra el creciente número de personas sin hogar y la falta de ayudas sociales para los veteranos de guerra y sus familias. Comenzó lo que se llamaría "The Vigilante campaign" ("La campaña de Los Justicieros") en la que un grupo de veteranos y sus familias okuparon casas vacías en Brighton, Southend y Hastings. El 8 de septiembre de 1946 el Partido Comunista de Gran Bretaña junto al Servicio Voluntario de las Mujeres y parte de la policía londinense organizó "El Gran Domingo Okupa" con el que traslado a más de 100 familias a más de una decena de edificios vacíos de Kensington, St John's Wood, Marylebone y Pimlico. El movimiento se extendió a gran velocidad por todo el Reino Unido y a finales del año 1946 unos 23.500 personas okupaban unos 1050 campos.
A pesar de que este tipo de acciones fueron bien recibidas por la prensa y celebradas por parte de la opinión pública como actos de patriotismo el gobierno redactó leyes que las convertían en delitos penales. Otras medidas que se llevaron a cabo por parte del Ministerio del Interior fue la de colocar guardias en los edificios vacíos y el de bloquear los ya okupados para evitar la entrada de alimentos y otros suministros. También ofrecieron a los okupas inmunidad judicial si abandonaban voluntariamente su vivienda. Las zonas agrícolas okupadas, en las que se comprobó que no había una finalidad política, fueron entregadas a los okupas y con el tiempo fueron incorporadas al sistema de vivienda pública y fueron utilizadas por los servicios sociales para acoger familias sin hogar.
Si bien en la década de 1930 y 1940 hubo un gran número de okupaciones de cabañas y casas flotantes, unas 400 aproximadamente, entre las costas de Vancouver (Burrard Inlet, False Creek y la bifurcación de norte del Fraser, las primeras okupaciones, propiamente dichas, en Vancouver fueron efectuadas como modo de protesta. En mayo de 1935 cientos de jóvenes okuparon el actual Centro Comunitario Carnegie de Vancouver, antiguamente una biblioteca, para protestar contra los campos de trabajo creados por el gobierno y 3 años más tarde hicieron lo propio los desempleados con el Hotel Georgia, la oficina principal de correos y la Galería de Arte de Vancouver. Estas últimas okupaciones sólo duraron un mes pues la policía los desalojo violentamente.  Las okupaciones volvieron a repetirse tras el final de la Segunda Guerra Mundial, con la consiguiente desmovilización de los militares, debido a la escasez crónica de viviendas, el hacinamiento y la precariedad en las existentes. Esta situación acabó con la okupación del Hotel Vancouver por parte de unos veteranos, capitaneados por el Sargento Bob McEwen, en enero de 1946. La okupación hizo que el hotel fuera transformado en un albergue para veteranos y se construgese una urbanización con 600 viviendas de alquiler permanente.

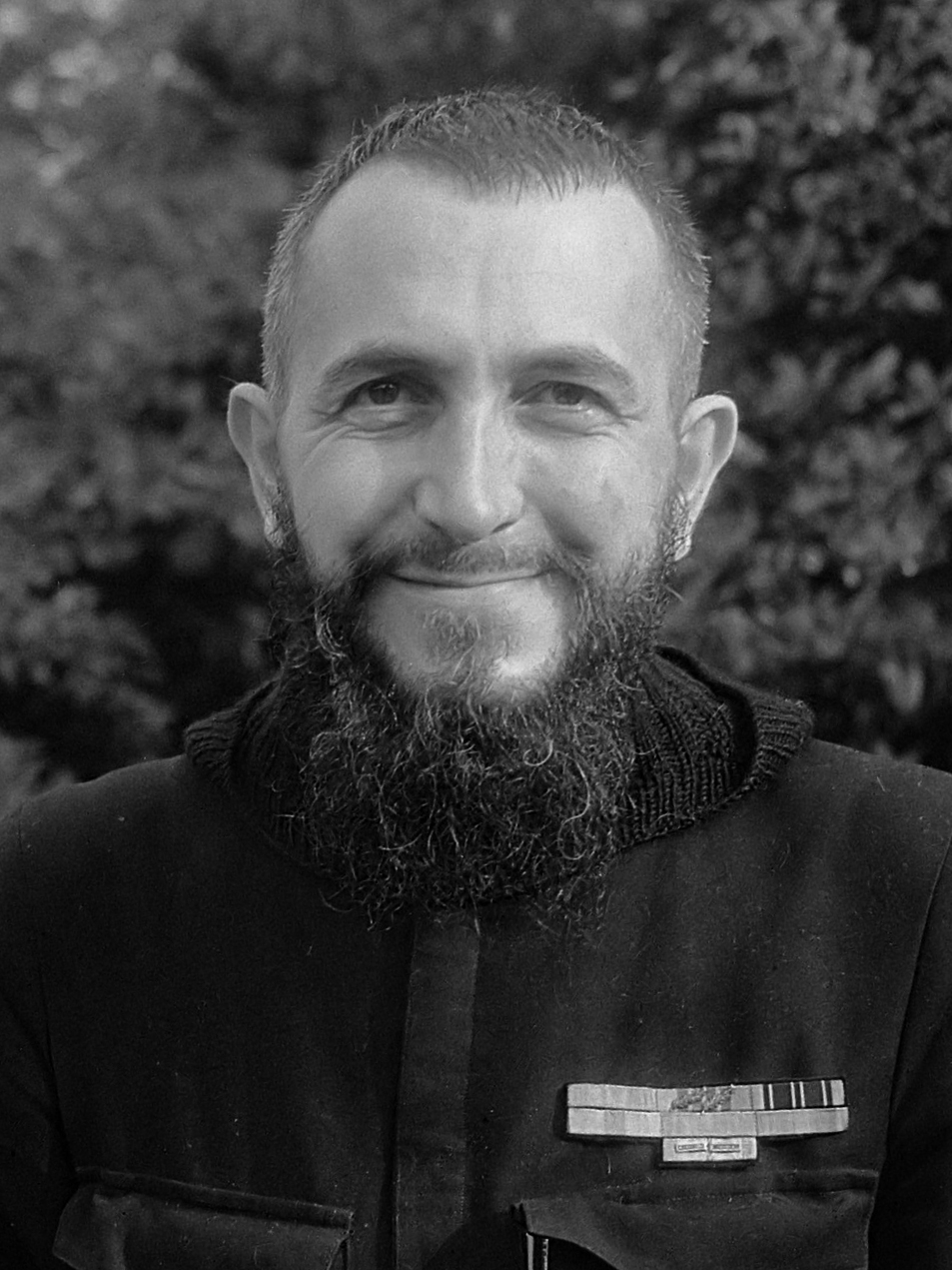
Abate Pierre (1955)

En la década de 1930, tras el Crac del 29, hubo en Ámsterdam intentos de okupación por parte de muchos trabajadores que perdieron sus viviendas. Así mismo se crearon asociaciones de inquilinos cuyo fin era ayudar a las familias que fueron desahuciadas a encontrar un nuevo hogar. Estas asociaciones los instalaron en casas vacías y que en muchos casos eran las suyas propias. Según la ley de la época solo era necesario el trasladar sus pertenencias a la casa ocupada para que el propietario del inmueble se viese con la obligación de negociar con las familias. Tras la Segunda Guerra Mundial se hizo habitual que las familias okuparan propiedades vacías que eran ignoradas por las empresas inmobiliarias en lo que se denominó clandestien bezetten (okupar en secreto). Esta modalidad de okupación se realizaba a escondidas e intentando no ser detectado pues el éxito de la okupación dependía de ello.

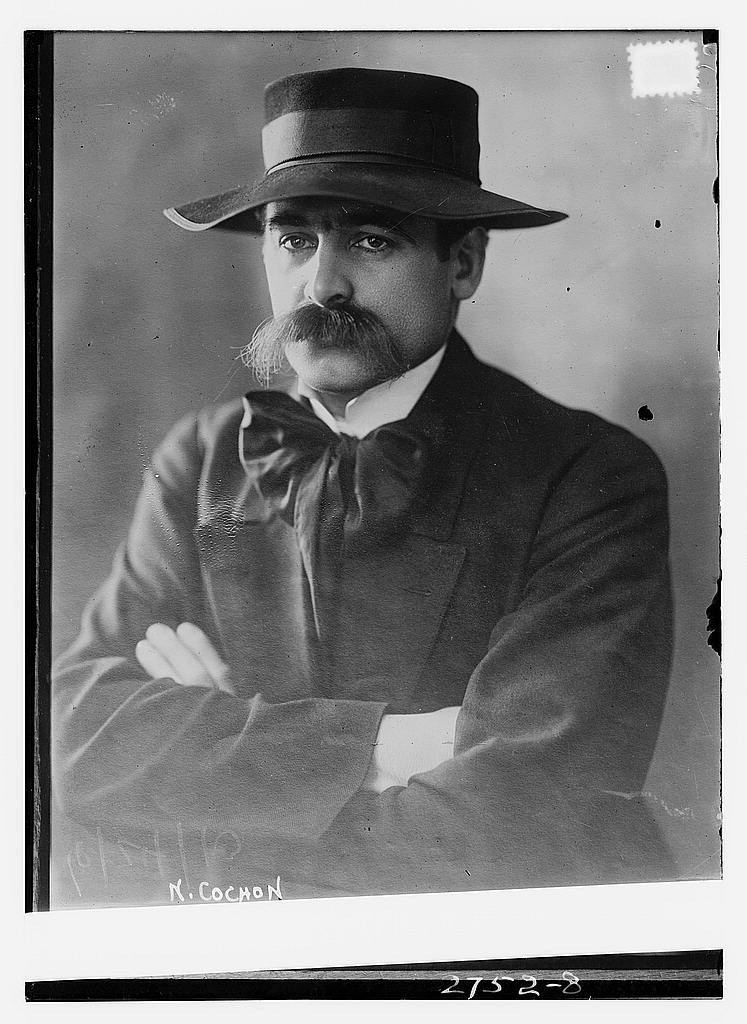
Georges Cochon (circa 1912)

En Francia la okupación está estrechamente vinculada al movimiento por la vivienda desde el siglo XIX. Surgió como un fenómeno paralelo al desarrollo de las políticas de vivienda y al control del Estado. Después de la Comuna de Paris y con la influencia de las ideas revolucionarias socialistas y anarquistas surgieron comités de inquilinos que protestaban contra las condiciones de vivienda y el precio de los alquileres como fueron la Ligue des antipropriétaires o Des antiproprios creadas en 1886 que se dedicaban a organizar mudanzas nocturnas para no tener que pagar a los propietarios. En 1911 el sindicalista Georges Cochon creó el Sindicato de Inquilinos, Obreros y Empleados cuya finalidad ayudar a los inquilinos que iban a ser desahuciados y okupar casas vacías para ellos. Uno de los eslóganes del sindicato era "¡Ataquemos los edificios vacíos!". La okupación, que en aquellos tiempos se denominaba mudanza, se utilizó más como una forma de protesta y herramienta de denuncia pública en materia  social. Cochon consiguió difundir la idea del problema de la vivienda y propuso soluciones concretas a través de acciones directas. Se le considera el precursor de estrategias y métodos modernos de okupación.
Tras la Segunda Guerra Mundial los okupas franceses intentaron legitimar sus acciones con una ordenanza aprobada por el Gobierno provisional de la República Francesa que autorizaba la requisa de edificios vacíos para resolver los problemas de vivienda. Estas acciones fueron organizadas por organizaciones obreras católicas siendo las más famosas el Mouvement Populaire des Familles (Movimiento Popular de las Familias) y el Movimiento Emaús del sacerdote Henri Grouès, más conocido como Abate Pierre. Se produjeron okupaciones en unas veinte ciudades francesas, pero con especial hincapié en Marsella y Angers.
Australia, que venía arrastrando problemas tras la Gran Depresión y durante el período de la Segunda Guerra Mundial, sufrió una crisis de vivienda récord al acabar ésta debido a la desmovilización militar y el aumento de la natalidad. Se calcula que al menos 1000 australianos participaron en okupaciones entre los años 1946 y 1947. Australia tenía en 1944 1.600.000 viviendas y el propio gobierno del país estimó un déficit de 200.000 viviendas junto a otras 82.000 consideradas inhabitables y otras 155.000 consideradas de mala calidad. El déficit, sin contar las infraviviendas, ascendió a unas 325.000 aproximadamente un año después. Los veteranos estuvieron a la vanguardia del activismo por la vivienda en esta época sin importar su pensamiento político. Ante la preocupación de los veteranos y los medios de comunicación por las numerosas viviendas que permanecían vacías, el gobierno laborista endureció sus regulaciones e introdujeron nuevas leyes para evitar los casos de viviendas vacías. Dos de los casos más notorios sucedieron el 3 de agosto de 1945 cuando un exmilitar okupó una casa en Sídney. A pesar de que lo hizo él solo se creó rápidamente un comité local de laboristas y comunistas para apoyarlo, que incluía a miembros del Partido Laborista, comunistas y a la Liga de Australia para Retornados y Servicios. A la par, la Legión de Soldados Australianos (ASL) okupó una casa deshabitada en Melbourne para que se trasladará una familia. Las dos okupaciones tuvieron gran relevancia mediática y en semanas posteriores se produjeron cambios en las normas federales de requisición y dieron lugar a nuevas promesas de políticos de varios estados sobre vivienda de emergencia. Así el primer ministro anunció que el gobierno estatal introduciría su propia legislación para otorgar a ayuntamientos y condados municipales la facultad de instalar a inquilinos en viviendas que estuvieran en desuso.
También se produjeron diferentes okupaciones de instalaciones militares, municipales y gubernamentales en todos los estados. Muchas comenzaron tras la okupación de una mansión propiedad del ayuntamiento de 20 habitaciones llamada en Kings Cross, Nueva Gales del Sur, en 1946 y que permaneció okupada hasta su demolición en 1954. También en Nueva Gales del Sur se okuparon propiedades militares en lugares como Moore Park y Port Kembla, y un hospital Hobart.
Sin embargo, fue en Queensland donde la ocupación de hospitales y cuarteles militares tuvo un mayor impacto: En julio de 1946 cuando varias familias se mudaron al hospital en desuso de la fuerza aérea de Ekibin. En septiembre del mismo año, el Partido Comunista ayudó a varias familias a mudarse a un hospital militar de Holland Park. Tras esto la política del gobierno estatal cambió rápidamente y en días el resto del campamento fue designado como vivienda pública y las fotos de las obras de construcción aparecieron en los periódicos. En Queensland también se okuparon propiedades militares en Brisbane y Townsville.

### Segunda mitad delsigloXX
Londres
El renacer del movimiento okupa en el Reino Unido se dio con la creación del "Comité de los 100", un colectivo a favor del desarme nuclear, junto con otros colectivos entre los que se encontraban "Colectivo Libertario del Este de Londres", "Anarquistas de Londres" y "Solidaridad y Acción Socialista". Para denunciar las pésimas condiciones de vida de muchas familias de clase obrera que estaban viviendo en barrios marginales, albergues o alojamientos temporales, cuando las autoridades londinenses tenían la obligación legal de darles un alojamiento, decidieron protestar por medio de la acción directa.
El 18 de noviembre de 1968 se formó la Campaña de Okupas de Londres, capitaneada por Jim Radford y Ron Bailey, con el objetivo de trasladar a las familias de los albergues y los barrios marginados a casas más seguras.

Esperabamos que nuestras acciones desencadenaran una campaña de okupación[sic] a gran escala, y que las personas sin hogar y los habitantes de los barrios marginales se sintieran inspirados para okupar[sic] edificios mediante acciones pequeñas pero exitosas[...] Nos dimos cuenta de que nuestra campaña estaba teniendo un efecto de radicalización en los movimientos relacionados con el Derecho a la vivienda.[...]. Si estos movimientos puedieran radicalizarse y vincularse entre sí, realmente habríamos conseguido algo.
BAILEY, Ron (1973). The Squatters

El primer día de diciembre del mismo año, los activistas se unieron a un grupo de familias y ocuparon un bloque de apartamentos de lujo de la calle Wanstead High (East London) que llevaban vacíos más de cuatro años y el 25 de diciembre ocuparon una vicaría vacía de Leyton. Con el inicio del año nuevo la campaña de okupaciones se intensificaron y se empezó a ocupar viviendas que llevaban diez años vacías en Ilford a familias. Hasta inicios del verano diecisiete viviendas fueron ocupadas por trece familias. Consejo del Gran Londres llevó a los okupas ante los tribunales, incluso solicitando al Tribunal a la restitución de una propiedad en virtud a una Ley de 1429, afirmó que los okupas estaban utilizando la fuerza para apropiarse de las viviendas. Ante esta afirmación los jueces decidieron personarse en las viviendas okupadas pues aunque las leyes británicas prohibían el acceso de los propietarios de la vivienda a la casa okupada, obligaban a facilitar el acceso a los magistrados. Pasado unos días el Tribunal, al no ver motivos para que los okupas devuelvan las viviendas, el juez refiriéndose a un caso sucedido bajo el reinado de Jorge III, fallaron a favor de los okupas. El Consejo recurrió al Tribunal Superior que insistió en que sin una orden judicial no se podía desalojar a los okupas. Una vez conseguidas por el Consejo dichas órdenes judiciales los okupas intercambiaron las viviendas con el objetivo de que las personas nombradas en dichas órdenes ya no residieran allí y el Consejo tuviese que comenzar de nuevo el proceso de conseguir las nuevas órdenes.
Tras el varapalo el Consejo se dedicó a destrozar los interiores de las casas vacías rompiendo el suelo, los lavabos y las instalaciones eléctricas y contrató a una empresa ligada a Oswald Mosley y formada por numerosos militantes del partido político de extrema derecha Frente Nacional  que se dedicó a pegar palizas a los okupas. La empresa consiguió en abril numerosos desalojos, pero en junio los okupas se reagruparon y okuparon nuevos edificios enfrentándose de nuevo a los fascistas y obligandolos a retirarse. Tras la retirada de los trabajadores de la empresa la noticia saltó a los medios y ante las imágenes de un nuevo intento de los fascistas por medio del lanzamiento de botellas y piedras a las casas, la opinión pública británica mostró su apoyo a los okupas que llegaron a ser entrevistados en Izvestia y Radio Moscú. Estos hechos hicieron que el Consejo llegase a un acuerdo con los okupas por el que recibieron alojamientos en diferentes lugares.
Milán

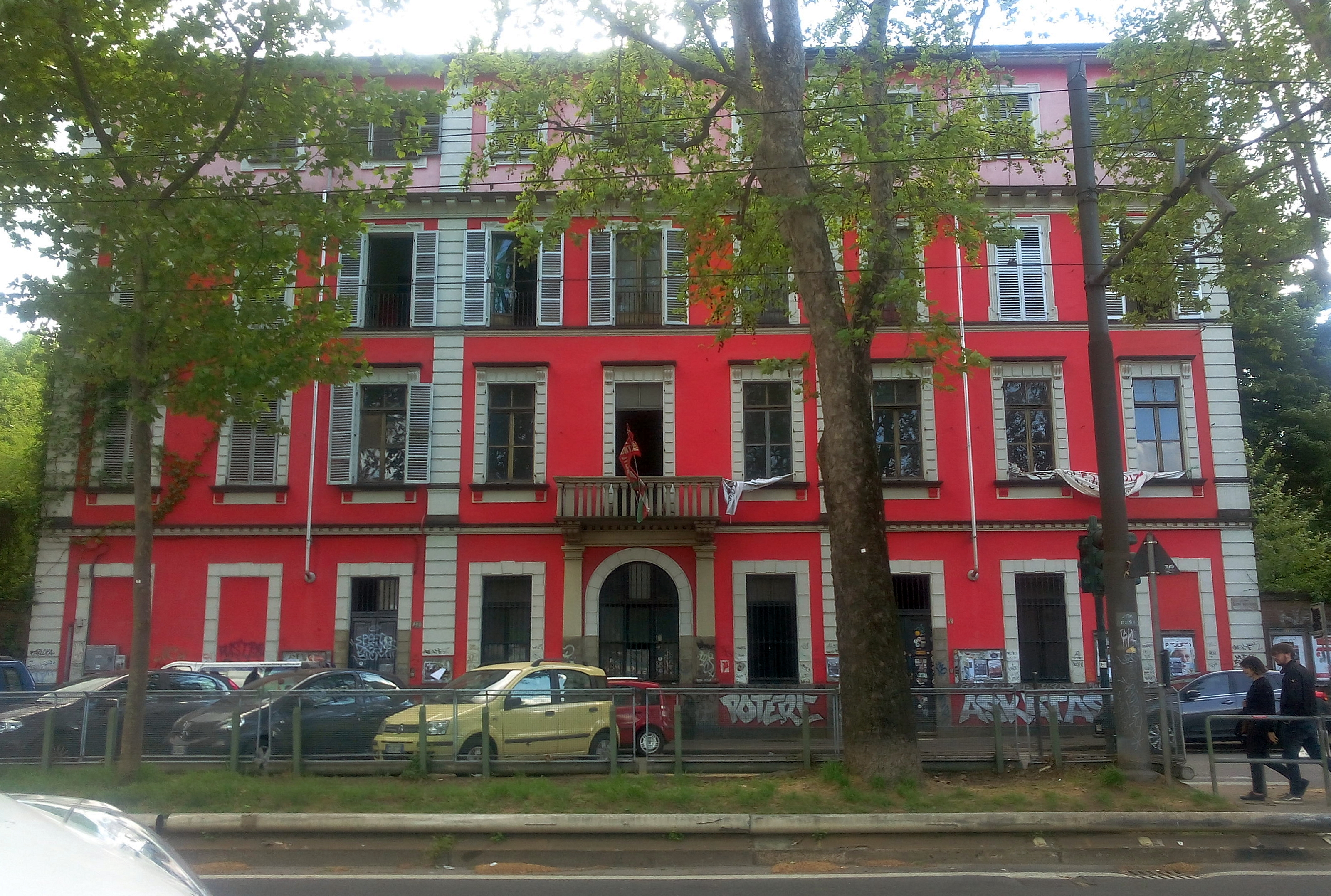
Centro Social Askatasuna, Turín (Italia) (2016)

Con el punto álgido del operaismo y el fabriquismo y en el contexto del Otoño caliente de 1969, a principios de la década de 1970 se sucedieron numerosas okupaciones tanto en Turín, Pisa o Milán de trabajadores venidos del Sur de Italia. Así las manifestaciones y huelgas pasaron del ámbito de las fábricas a otros ámbitos de la vida. La clase obrera comenzó a protestar por las condiciones de vivienda y se sucedieron las okupaciones masivas de pisos vacíos y las huelgas de alquiler (con los lemas <<El único alquiler justo es el que no existe>> y <<La vivienda es un derecho ¿Por qué pagar alquiler?>>) fueron generalizadas y prolongadas.
El 22 de enero de 1971 en Milán 25 familias sin hogar que vivían en refugios ocuparon un bloque de pisos abandonado propiedad del  Instituto Autónomo Casa Popular en Via Mac Mahon. Una vez dentro ondearon la bandera roja, comenzaron a construir barricadas y a colgar pancartas en las que se podía leer "Todo el Poder para el Pueblo". A la mañana siguiente llegaron más familias. Durante todo el día la opinión local que merodeaba la zona les mostró su apoyo y se celebraron mítines en los alrededores a su favor. Sobre las 14:30 llegaron unos 2000 policías que rodearon el edificio y comenzaron a lanzar gases lacrimógenos dentro del edificio y acabaron deteniendo a 25 personas y llevándose a otras 66 para interrogarles. Al resto de ocupantes se les ofreció la posibilidad de llevarlos de vuelta a los refugios en transporte, sin embargo desdeñaron esa posibilidad. Fuera del edificio se congrego un gran número de personas que a pesar de las cargas policiales y el uso de gases lacrimógenos marcharon hacía el Centro Social de Quarto Oggiaro con la intención de ocuparlo. El Ayuntamiento ofreció a algunas familias viviendas de inmediato y prometió darle al resto de familias lo antes posible. Esta solución fue rechazada y se mantuvieron unidas hasta que no fueron todas realojadas a la misma vez.
Sin embargo la más icónica de las ocupaciones tuvo lugar en Via Tibaldi, en junio de 1971, en la que todo un barrio participó. Desde  trabajadores de Pirelli y otras fábricas más pequeñas, universitarios y los propios obreros de los edificios. Setenta familias, inmigrantes del sur de Italia a las que el Ayuntamiento de Milán había prometido una plaza y que debían ser realojadas, junto a estudiantes ocuparon en seis días casas, calles, la Facultad de Arquitectura de la Universidad e incluso el ayuntamiento. Durante los seis días que duraron los altercados la policía, unos 3.000, intentaron el desalojo por con gases lacrimógenos por dos veces y en ambas fueron repelidos. Tras el tercer intento, los ocupantes aceptaron ser realojados temporalmente por una organización benéfica. El Ayuntamiento se vio obligado a ceder a las peticiones de los okupantes y los ciudadanos y se les asignaron viviendas a las 70 familias y a 140 más que habían sido desalojadas y estaban permanecían en albergues.
Roma
En la madrugada del sábado 27 de abril de 1971 tuvo lugar el inicio de la Semana Roja. Ésta comenzó cuando unas 30 familias del distrito Tiburtino ocuparon unos edificios municipales. Por la mañana se unieron más familias de Quarticciolo y San Basilio. Por la tarde se reunieron y llegaron a un consenso por el cual se llegó a la conclusión de que si los edificios eran privados el Ayuntamiento debía comprarlos y dárselos a ellos pues sus antiguos edificios municipales necesitaban reformas urgentes. Sobre las 8 de la tarde los 400 pisos de propiedad municipal estaban ocupados y otras familias que fueron llegando empezaron a ocupar los que eran propiedad de EMPADAI. A la mañana siguiente llegaron más familias que ocuparon pisos sin saber ya si eran municipales o de propiedad privada.
El lunes, con la llegada de los obreros de edificios adyacentes, éstos deciden tomarse el día libre y reunirse con los okupas e incluso uno de ellos los informó de que volvería por la tarde con su familia para okupar una de las viviendas. Se creó asamblea permanente en la calle con la que se trató los problemas que iban surgiendo mientras continuó la afluencia de familias por lo que se creó una comisión. Además se creó una delegación para reunirse con el Ayuntamiento y que finalmente no fue recibida por éste. A la par se siguió ocupando otros edificios y los okupas redactaron una nota de prensa y se prepararon para la llegada de la policía construyendo barricadas. Sobre las ocho de la mañana del martes comenzaron las cargas policiales que duraron hasta las doce del mediodía y a la tarde varias familias comenzaron a acampar a las afueras de los bloques okupados.
A pesar de que la policía esta de guardia, el miércoles se vuelven a okupar pisos aunque son expulsados de inmediato. Ante esto los ciudadanos del barrio se enfrentan junto a los okupas contra la policía rodeando furgones policiales y celulares por lo que la policía se ve forzada a huir hasta la llegada de refuerzos que con procedieron al arresto de muchas personas. Al día siguiente las brigadas policiales seguían patrullando por el barrio con el temor de la posible reacción de los obreros que deambulaban por allí constantemente y finalmente deciden arrestar a más personas.
El viernes y el sábado se producen reuniones de familias y universitarios que deciden pasar algunos días para volver a okupar de nuevo los edificios y los objetivos a seguir. Sin embargo la noche del sábado deciden okupar Carpineto Romano y tras la colocación de barricadas, cincuenta familias se enfrentaron a la policía que finalmente tuvo que retirarse.  Con el amanecer del lunes los violentosenfrentamientos volvieron a producirse con el mismo resultado.
En junio del mismo año se volvieron a okupar edificios en San Basilio, un pequeño barrio de clase obrera a las afueras de la ciudad. En San Basilio desde abril comenzaron las huelgas de alquileres, las luchas por una vivienda y por mejores servicios públicos. En mayo, mientras se celebraba un mitin de Democracia Cristiana por las elecciones a la alcaldía, hubo enfrentamientos entre los antidisturbios, unos setecientos, y unas 150 personas que pasaron a ser unas 1000 con el avance de las hostilidades. Finalmente el 5 de junio 20 familias okuparon un edificio, pero fue imposible de mantenerlos okupados debidos a que eran de propiedad privada. El miércoles 7 siguiente se okuparon en Centocelle y Pietralata.
Copenhague (Las Batallas de Byggeren y Ryesgade, La Ciudad Libre de Christiania)
El movimiento okupa estuvo activo desde 1966 siendo su epicentro en el barrio obrero de Nørrebro.  llamado stoermerbevægelesen, Durante las décadas siguientes los historiadores cifran en tres los movimientos okupas en la ciudad. El primer movimiento, llamado stoermerbevægelesen, estaba localizado principalmente en el centro de la ciudad y estaba estrechamente ligado a la contracultura y en la creación en otros barrios de asociaciones de inquilinos y otras iniciativas de la Comunidad. El segundo movimiento, datado a comienzos de 1980, estaba compuesto por el movimiento BZ. Este movimiento fue más conflictivo y con un espíritu anticapitalista. El tercero surgió en la década de 1990 con la disolución del movimiento BZ y se localizó por todo el país.
La primera okupación en Copenhague tuvo lugar en febrero de 1963 por parte de la organización socialista y antiimperialista Gruppe 61. Dos años más tarde unos jóvenes okuparon unas casas ruinosas del Siglo XVII donde formaron una comunidad autónoma de unas 150 personas conocida como la República de Sofiegården. Tras una negociación con el propietario se les permitió quedarse con ellas, pero finalmente fueron desalojadas por la policía entre 1969 y 1970. Tras el desalojo los antiguos residentes se involucraron en la creación de casas para estudiantes y a la okupación de otros edificios abandonados de la ciudad. Esta primera ola, basada en una combinación de subculturas de jóvenes radicales, estudiantes, activistas, fugitivos y antiguos camellos a los que denominaron slumstormere (asaltantes de tugurios). Los "asaltantes" formaron numerosas comunidades que se inspiraron en el movimiento hippie.
A principios de los setenta un grupo de los okupas tenían un enfoque basado en la comunidad con la intención de luchar contra la reurbanización de la ciudad, la falta de vivienda asequibles y el desplazamiento de la clase trabajadora del centro de Copenhague. Hubo una serie de colectivos entre los que destacaron el Comité Danés de Vietnam (De Danske Vietnamkomitéer), el Comité de Solidaridad de las Panteras Negras,  el colectivo de acción por el derecho a la vivienda Boligfronten. Sin embargo el más conocido fue Nørrebo Beboeraktion (NB), Asociación de Residentes de Nørrebro, que se mantuvo activo entre 1973 y 1980. NB okupó un edificio vacío en Nørrebro que pasó a conocerse como La Casa del Pueblo. Estaba situado en lo que se llamaba "el cuadrado negro", una zona en ruinas cuyos edificios estaban llenos de hollín proveniente de las fábricas del siglo XIX situadas alrededor. Las reivindicaciones de NB se basaron en el derecho que los residentes tenían en participar en la remodelación de su barrio y por ello debido a que las edificaciones estaban en malas condiciones elaboraron y trataron de poner en marcha un proyecto para reconstruir la zona y para mejorar los servicios comunitarios que fue ignorado por las autoridades.
Bajo el lema Handling gi´r forvandling (La acción lleva a la transformación) se dedicaron a patrullar por los edificios del vecindario renovandolos y protegiendo los más antiguos para evitar el desalojo de los inquilinos.Como técnicas de protesta organizaron desfiles, representaciones teatrales y la okupación de edificios y espacios abiertos sin usar la violencia. Además organizaron cursillos de formación para activistas y crearon el parque infantil Byggeren.
El 29 de abril de 1980 se produjo lo que se conocería como la "Batalla de Byggeren" que acabó con el desalojo, demolición del parque infantil y disolución de la NB. En dicha "batalla" las autoridades movilizaron más de 800 policías para ayudar al equipo de demolición que derribo las estructuras que los okupas habían improvisado. Ante este acto de violencia en el que varios okupas casi acaban aplastados por las excavadoras, los activistas e inquilinos del barrio respondieron con la creación de barricadas con contenedores de obras, requisaron un autobús urbano que usaron para bloquear el tráfico y finalmente lograron expulsar a las fuerzas policiales de Nørrebro. Esto desencadenó una serie de enfrentamientos violentos las dos semanas siguientes en los que resultaron heridos manifestantes y policías y se llevaron a cabo numerosos arrestos.

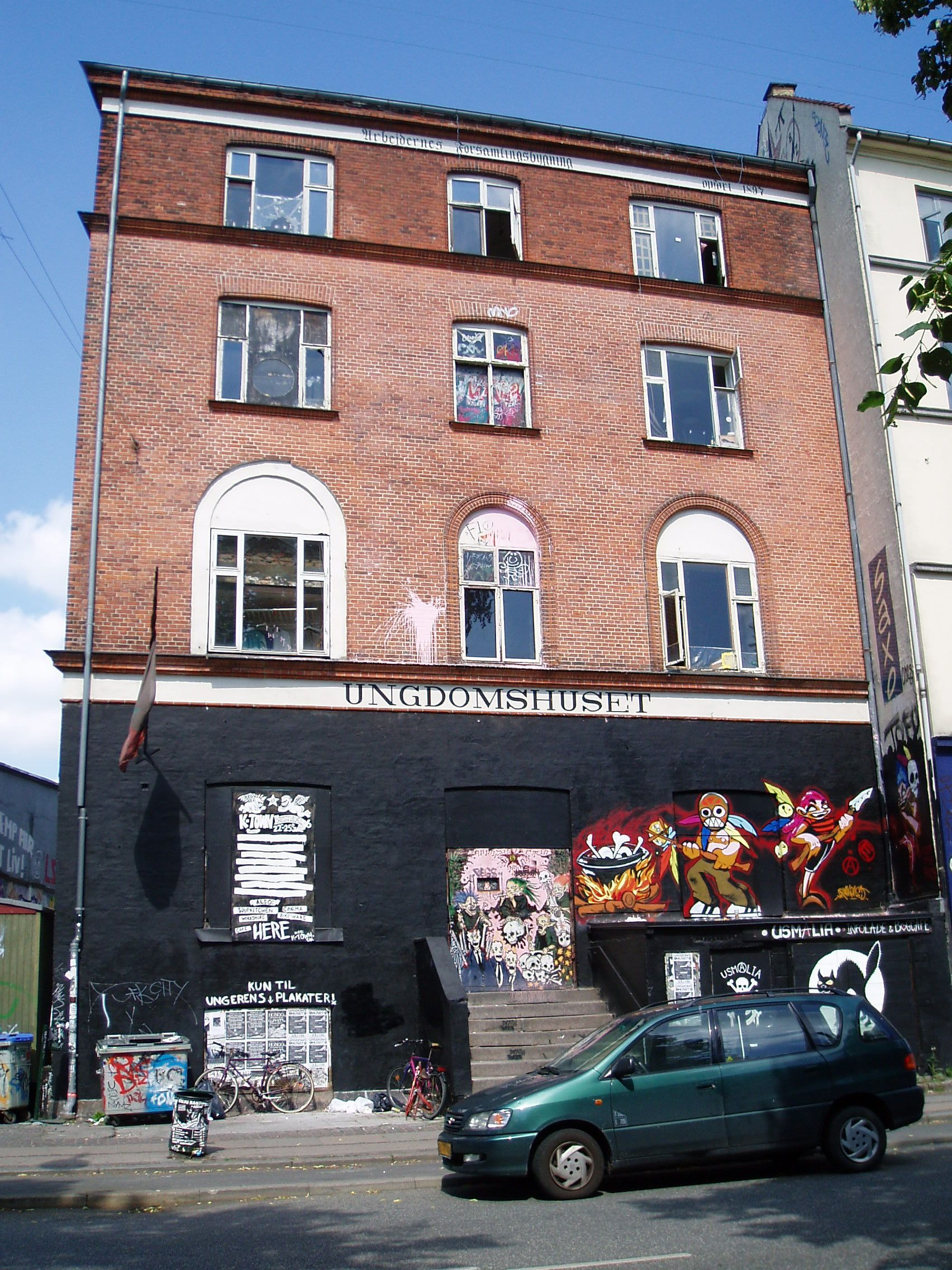
Ungdomshuset en Jagtvej 69 en el antiguo Folkets Hus (2006).

Con la desaparición de NB surgió una segunda ola de okupas conocidos como los BZ y que coincidieron en el tiempo con la ola de okupaciones en Berlín, Zúrich, Friburgo o Ámsterdam a principios de 1980 y mediados de 1981. El movimiento BZ estuvo inspirado en el autonomismo surgido a finales de los setenta en Italia. En agosto del 81 crearon el centro autogestionado Initivgruppen cuya finalidad era exigir la provisión de viviendas para jóvenes. En el centro había miembros de organizaciones socialistas, punkis, feministas del Movimiento Redstockings y estudiantes del Free Gymnasium School.
Un estudio demostró que a lo largo de la historia del movimiento BZ, de 181 a 1994, llevaron a cabo algo más de 538 iniciativas de las 116 estuvieron directamente relacionadas con las okupaciones. El resto se divide en 81 incidentes con las fuerzas policiales, 41 relacionados con el ecologismo, 58 actos contra miembros de la extrema derecha y el resto de acciones fueron dedicadas a problemas de la propia ciudad.
En octubre de 1981, Initivgruppen realizaron okupaciones simbólicas (el día 15 hicieron lo propio con una panadería vacía de Nørrebro) y reales (el día 24 okuparon una antigua fábrica de caucho del mismo barrio). Ante la okupación de la fábrica la policía actuaron rápida y violentamente. La policía utilizó gases lacrimógenos y disparó tiros de advertencia durante el desalojo. Los enfrentamientos se volvieron cada vez más violentos y días después okuparon un monasterio abandonado en Vesterbro.
En marzo de 1982 se okuparon dos casas en el mismo Vesterbro además de un antiguo museo. Mientras en Nørrebro durante los meses siguiente se okuparon lo que serían las casas más famosas del movimiento (Allotria, Den Lille Fjer y Bazooka) donde se crearon cafés, pubs, locales de música y talleres. En esa misma época un grupo de jubilados conocidos como Las panteras grises okuparon dos casas en la calle Korsgade.
En octubre de 1982 las autoridades locales y la dirección de lo que era el Folkets Hus cedió a los okupas la sede del movimiento obrero en 1897, a cambio de que la ciudad conservara la propiedad del espacio. Los okupas la convirtieron en Ungdomshuset o Casa de la Juventud que sirvió como centro de reunión de los BZ entre otras cosas. Sin embargo otras edificaciones okupadas con anterioridad no corrieron la misma suerte y fueron desalojadas por la policía. Para el desalojo de Allotria se usaron mil policías que fueron evitados por los okupas al escapar por un túnel que habían excavado. A pesar de que la opinión pública se posicionó a favor de los okupas las autoridades demolieron éste y otros edificios.
A partir de 1983 los BZ okuparon varias casas y bloques vacíos en Østerbro, Indre By, Nørrebro y Vesterbro.
Si bien no es hasta principio de la década de 1990 cuando el movimiento BZ comenzó a disolverse la "Batalla de Ryesgade" en septiembre de 1986 y la consecuente desalojo supuso un duro golpe para él.
En septiembre de 1971 tiene lugar la creación de La Ciudad Libre de Christiania (Fristaden Christiania):

Bandera de La Ciudad Libre de Christiania

A inicios de septiembre de 1971 los residentes de Christianshavn echaron abajo la cerca que rodeaba los cuarteles abandonados cerca de las antiguas murallas de la ciudad.  Tras ello crearon un parque infantil para sus hijos. El día 26 de ese mes unos activistas encabezados por el fundador del periódico alternativo Hovedbladet Jacob Ludvigsen entraron en las más de 35 hectáreas de barracones y talleres abandonados. La experiencia fue descrita en el Hovedbladet junto a una "invitación" a los "colonos" a unirse para construir una ciudad alternativa en lo que se denomino forbudte by (ciudad prohibida). Esto llevó a que los jóvenes se instalaran en los cuarteles para realizar unos "experimentos compartidos ("samværseksperimenter").
Tanto el Ministerio de Defensa como el Ayuntamiento se mostraron reticentes a intervenir y en noviembre de 1971 tras una reunión de ambos junto a otros representantes de diferentes ministerios llegaron a la conclusión de que había que normalizar la relación entre ellos y los okupas. En un manifiesto de los okupas se expusieron sus intenciones. 

Crear una sociedad autónoma en la que todas y cada una de las personas se hagan responsables del bienestar de toda la Comunidad. Esta sociedad debe ser económicamente autosuficiente y debe tener claro que la miseria física y psicológica pueden ser evitadas

A inicios de 1972 unas 500 personas vivían en Christiania y en mayo las autoridades y los okupas firmaron un acuerdo por el que el gobierno declaraba Christiania como un "experimento social" temporal y permitía a los okupas seguir viviendo allí hasta que se decidiera el uso de las antiguas instalaciones militares. Este acuerdo permitió la experimentación de formas de vida alternativas de los residentes que allí vivían s bien éstas estaban respaldadas por una prospera economía sumergida que incluyó la venta de drogas.
Ámsterdam
Según las estimaciones del sociólogo Eric Duivenvoorden hasta 70.000 personas llevaron a cabo okupaciones entre 1964 y 1999. La historia de la okupación en Ámsterdam según algunos antiguos okupas comenzó con los desalojos de Vondelstraat en 1980. Otros apuntan a varios eventos y dividen la historia en cuatro etapas diferentes: 
La primera de estas etapas correspondería a la época del Movimiento de los Provos que al disolverse donaron parte de sus ganancias a uno de los tres colectivos que empezaron a okupar viviendas como forma de protesta ante la falta de viviendas sociales a finales de la década de 1960: La WdK, Woningsburo de Kraker o (Agencia de Viviendas para Okupas) Los otros dos colectivos se trataban de Woningsburo de Koevoet (Agencia Inmobiliaria Palanca) y De Commune (La Comuna).
La Wdk asesoraba a las personas sobre cómo okupar y como hacer de una casa vacía un hogar. Para la Agencia la okupación pasó de ser un acto público y no algo que debiese de hacerse a escondidas. Para ello crearon nuevos términos y el verbo okupar paso a llamarse kraken y los okupas pasaron a llamarse Krakers. Durante 1969 se realizaron una serie de okupaciones por parte de la Wdk que consiguieron poner de manifiesto el problema de la vivienda y que llamaron la atención sobre los beneficios que las soluciones prácticas y autónomas podrían dar a ese problema. Debido a que numerosas personas acudían a la Agencia en mayo de 1969 publicaron una guía de 14 páginas titulada "Guía para okupas" que bajo el lema "¡Hagalo usted mismo!" daba instrucciones detalladas sobre como okupar y reparar una casa y explicaba los entresijos legales a conocer.
A la misma vez un grupo de antiguos Provos formó un movimiento político llamado Kabouter, Gnomos, y comenzaron a okupar edificios como parte de su Oranje Vrijstaat (Estado Libre Naranja). Los Kabouter acabarían uniéndose a otros colectivos okupas entre los que se encontraba la WdK en 1970. El 5 de mayo de ese año, coincidiendo con el Día de la Liberación de las huestes nazis, okuparon varios edificios por todo el país. Aunque la mayoría de los okupas fueron desalojados en junio Kabouter se presentó a las municipales amstelodamenses obteniendo un 11% de los votos. Con la desaparición del partido por diferencias internas acabó la primera ola del movimiento.

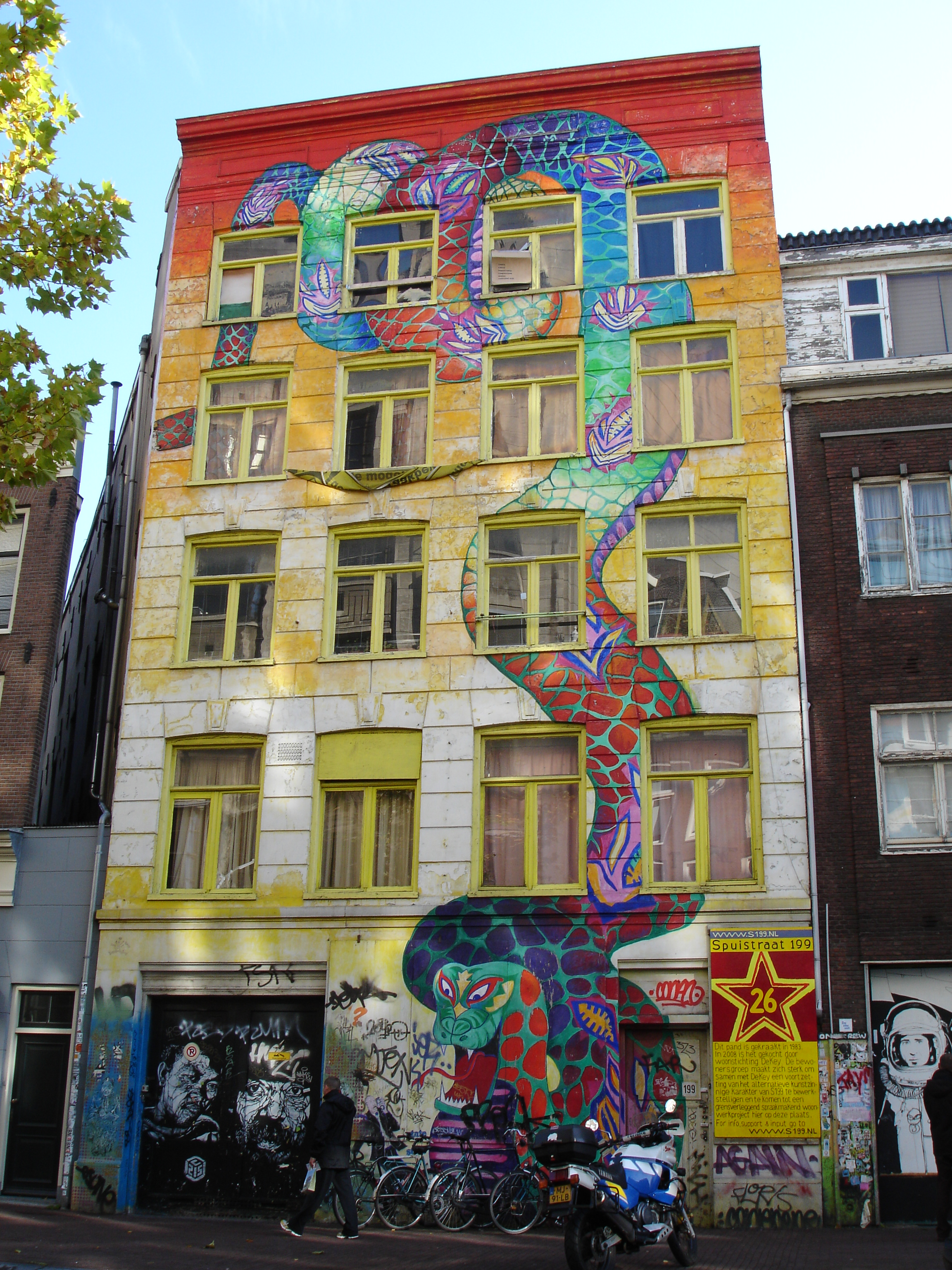
Casa okupa Slangenpand parte de Tabakspanden (2009)

En 1971, un fallo del Tribunal de Apelación neerlandés en el que se afirmaba que los okupas tenían el mismo derecho a la paz doméstica que los propietarios de viviendas siempre que ésta llevase desocupada más de un año dio pie a la segunda ola. En este contexto las familias de inmigrantes surinamesas de Bijlmermeer okuparon complejos de viviendas debido a los altos precios y la discriminación racial del mercado inmobiliario. Con la ayuda del Comité de Acción de Surinam y el Grupo de Trabajo de Vivienda de Surinam y las Antillas se okuparon más de 100 casas en 1974 y se realizaron manifestaciones, huelgas de alquiler, exposiciones fotográficas y talleres para concienciar de los problemas en el mercado inmobiliario.
Paralelamente la okupación se desarrolló en Nieuwmarkt en 1970 por medio de activistas y con la ayuda de vecinos contrarios a la demolición del barrio judío del Siglo XVIII que estaba deteriorado desde que sus residentes fueron deportados y asesinados por los nazis en la Segunda Guerra Mundial. Esto hizo que se detuviesen los planes de construcción y permitió a los okupas experimentar nuevas formas de vida en Comunidad y crear una serie de infraestructuras como su propia red telefónica con la que poder llamar a los simpatizantes. Además crearon las Kraakspereekuren por toda la ciudad con la que ofrecían asistencia e información a los que quisiesen okupar y ayudaban al mentenimiento de las casas ya okupadas.
Con el comienzo de las obras del metro en 1975 hubo un gran despliegue policial en marzo para desalojar a los okupas que habían montado barricadas y tendido puentes en los tejados para trasladarse de edificio en edificio. Esto ayudo a que la policía derribará los edificios desplazando a los que allí residían. Sin embargo esta acción logró que el movimiento lograse un mayor número de simpatizantes y que finalmente se modificaran los planes de remodelación, cancelando la construcción de una autopista y reduciendo el número de paradas de metro.
Con el desalojo de Kinder y el uso desmedido de fuerza por parte de los antidisturbios en Amsterdam West en 1978 comenzó la "edad de oro" de la okupación en la capital neerlandesa. A partir de ese momento muchos okupas, especialmente los de Staatsliedenbuurt, optaron por realizar una defensa más combativa y militante. Ese tipo de defensa se iba a poner a prueba el 26 de octubre de 1979 en Keizersgracht cuando los okupas recibieron una orden de desalojo en unas oficinas que habían okupado y diez de ellos decidieron abandonarlas. A estos diez se unieron los okupas de Staatsliedenbuurt y armaron las defensas con nuevas barricadas, cócteles molotov y bombas de pintura. También impartieron clases de autodefensa y preparación física. Además comenzaron a transmitir mensajes desde su propia emisora de radio pirata, Vrije Keijser o Keijser Libre, que montaron en los sótanos. Sin embargo el alcalde de la ciudad decidió no proceder con el desalojo debido al excesivo peligro que podían correr las fuerzas policiales. En enero del año siguiente el Ayuntamiento compró el edificio donde se encontraban las oficinas y las convirtió en viviendas para jóvenes.
En febrero de 1980 un grupo de okupas volvieron a okupar una casa que en su momento ya fue desalojada y en el momento de la nueva orden de desalojo montaron barricadas y la policía, que contabilizó 53 heridos, tuvo que retroceder ante las defensas. Esto obligó al Ayuntamiento a negociar, pero una vez rotas las negociaciones en la madrugada el 3 de marzo la policía volvió a hacer acto de presencia junto a unidades de la policía militar y tanques para derribar las barricadas. Previamente un helicóptero sobrevoló la zona arrojando octavillas exigiendo a los okupas quedarse en la casa pues los policías podrían usar el arma de fuego. Una vez eliminadas las defensas de los okupas la policía dejó la casa tal como la encontraron. Como respuesta a la acción de las Fuerzas de Seguridad estallaron varios disturbios en la ciudad por lo que el Ayuntamiento finalmente cumplió con las demandas de los okupas y les permitió quedarse en el edificio. Estos acontecimientos junto a los que ocurrieron en coronación de Beatriz I ayudaron a <<forjar una identidad colectiva entre los okupas, vinculando distintos grupos entre sí y convirtiendolos en un sujeto unificado y coherente>>.

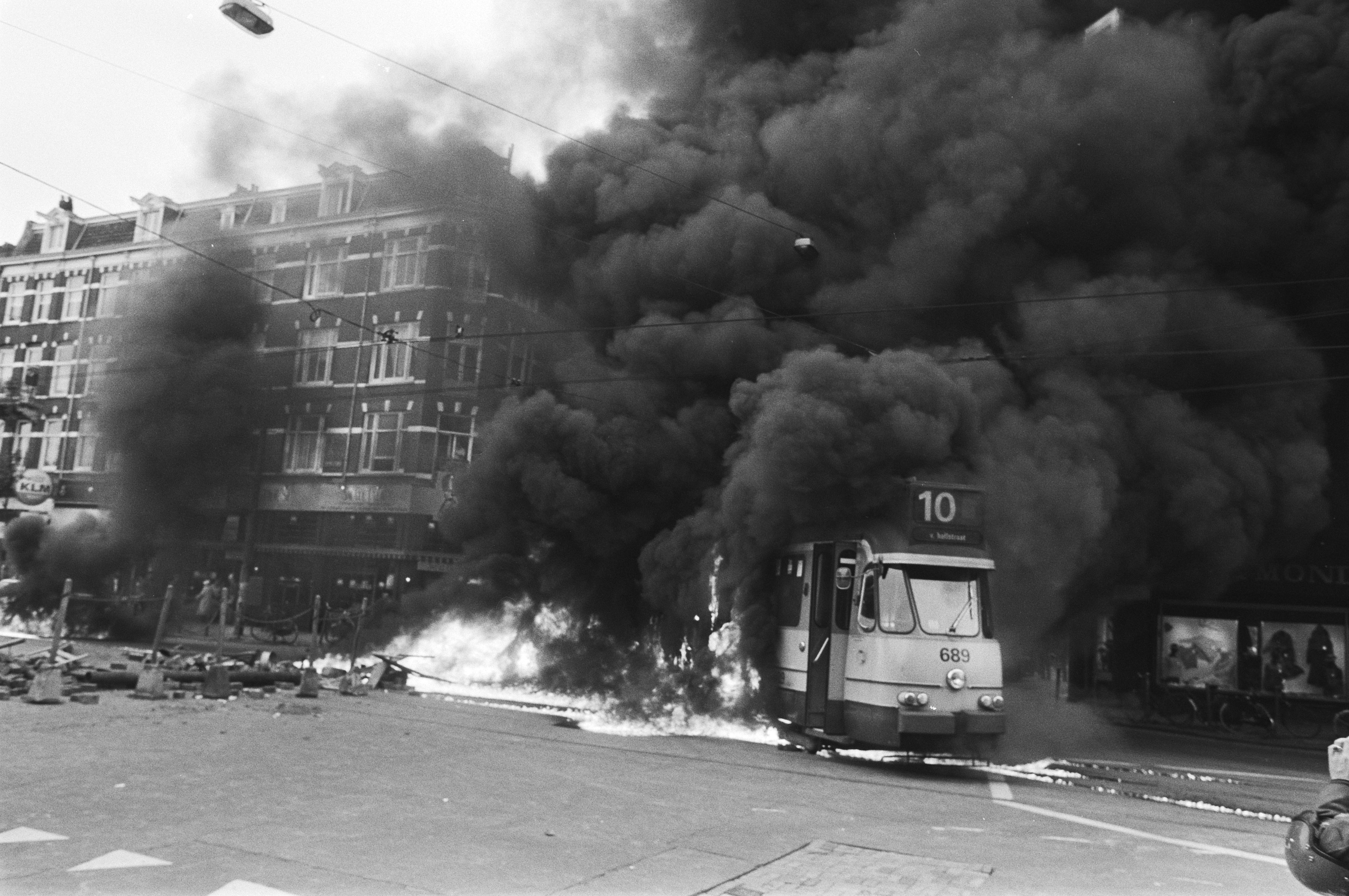
Tranvía ardiendo durante el desalojo de la "Lucky Luijk" (1982).

A finales de 1981 había más de 9000 okupas en Ámsterdam y se habían okupado nuevos espacios en los que se crearon cafeterías, infoshops, bares, cines, librerías, clínicas, galerías y talleres de reparación. Además contaban con 15 diarios, una emisora de radio y varias imprentas. A pesar de ello el énfasis de la militancia y la creciente violencia condujo al declive del movimiento teniendo como punto de culmen en 1982 cuando en el desarrollo del desalojo de la casa okupa "Lucky Luijk" los okupas incendiaron un tranvía.
Aunque hubo varios factores, el desmoronamiento del movimiento tuvo como detonante la muerte de un okupa de 23 años que se encontraba bajo custodia policial. Esto llevó a una guerra interna dentro del movimiento entre las dos facciones que se crearon: La PVK (Facción Política del Movimiento Okupa) y otros okupas "culturales" menos conflictivos. La PVK llegó a secuestrar a uno de sus adversarios y lo amenazó con torturarlo mientras que el líder de la PVK fue hospitalizado en 1988.
Aunque la ley se endureció en 1987 y 1999, la okupación continuo ininterrumpidamente hasta que fue criminalizada en 2010.
Atenas
Aparte de la efímera okupación de la Universidad Politécnica Nacional de Atenas que duró tres días y acabó con la muerte de 40 personas en el desalojo realizado por la policía y las fuerzas armadas, la okupación de edificios vacíos en la capital helena comenzó en noviembre de 1981 cuando se okupó un edificio en Exarcheia. Los okupas emitieron un comunicado expresando su deseo "de tomar la vida en sus propias manos" y vivir como un colectivo autogestionado lejos de la "miseria" que impone la sociedad. Ésta y otras okupaciones del año siguiente tuvieron una poca duración debido al violento papel de la policía en los desalojos, pero inspiraron a realizar acciones similares en otras ciudades griegas como Tesalónica y Heraklion.
En 1988 tuvo lugar la okupación de un edificio en la calle Lelas Karagianni 37 (Exarcheia) propiedad de la Universidad de Atenas, la Escuela de Bellas Artes y la Politécnica que estuvo vacío desde 1960. Actualmente el llamado L.K. 37 es el centro social que lleva más tiempo okupado en la capital.. En 1989, se okupó Villa Amalia que convertida en centro social contribuyó a crear una infraestructura  urbana alternativa que unía a anarquistas con las tendencias contraculturales juveniles. La casa fue desokupada en 2012 en una campaña policial para desalojar 40 famosas viviendas okupadas por toda Grecia.
Berlín durante la Guerra fría

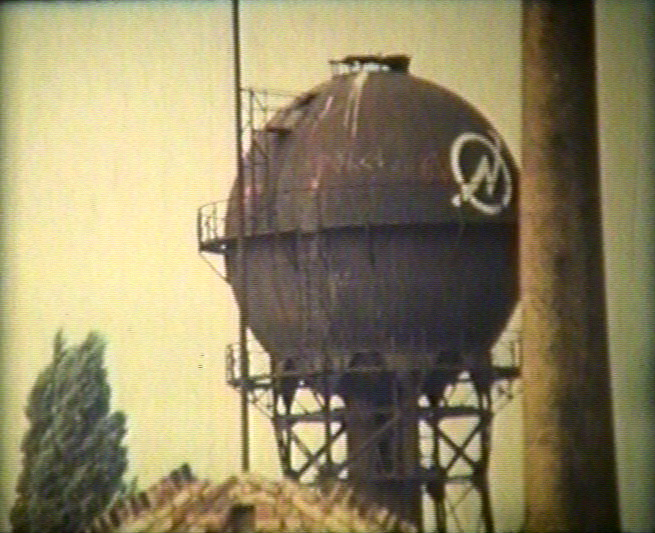
Torre de agua en Berlín Occidental, 1981. A comienzos de la década de los 80 había oculta en ella una emisora de radio pirata.

La okupación tanto en el oeste como en el este comenzaron a finales de la década de 1960. En ambos casos el problema fue el acceso a la vivienda y que la planificación de la creación de viviendas acarreaba la demolición de miles de ellas.
En ambos sitios se utilizaron técnicas y estrategias como el Teach-in o el Happening, Las técnicas utilizadas en el Berlín occidental eran de tipo anticipatorias y en ellas el APO prefiguraba maneras de una posible sociedad alternativa. En la oriental, con un menor número de disidentes, las prácticas eran similares e influenciadas por Occidente.
Berlín Occidental
La política de renovación consistió en la demolición de los Mietskasernen, edificios de viviendas del centro de la ciudad que constaban de varios pisos y uno o más patios creados durante el período de industrialización del Imperio Alemán para la clase obrera. La demolición de los edificios del centro implicó la construcción de urbanizaciones masivas de alquileres baratos subvencionados por el Estado en el extrarradio. La mayoría de los inquilinos de estas nuevas viviendas eran los habitantes expulsados del centro de la ciudad y de los asentamientos autoconstruidos que databan de 1920.
La recesión económica de la década de 1960 puso fin a la construcción de las urbanizaciones del extrarradio que junto con los altos precios del alquiler y una costosa financiación provocaron un cambio de planes que llevó a una nueva reurbanización cuyo fin fue la renovación, conocida como "Kahlschlag-oder Flächensanierung", de los barrios del centro (incluidos Kreuzberg, Neukölln y Wedding entre otros). Esto llevó a la demolición de edificios enteros cuyos alquileres eran asequibles. Las diferentes circunstancias llevaron a la okupación masiva de viviendas y la creación de comunas en la ciudad que con el tiempo fueron tomando un cariz más radical e ilegal.

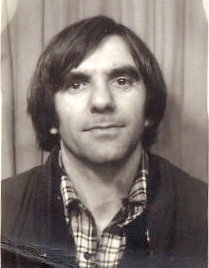
Rudi Dutschke, foto cedida por la viuda.

El 12 de enero de 1967 varios activistas formaban la comuna conocida como Kommune I situada en el 19 de la calle Fregestraße, en las propiedades de Hans Magnus Enzensberger y Uwe Johnson miembros de la comuna. Días antes el por entonces líder estudiantil Rudi Dutschke en una entrevista en Sender Freies Berlin afirmaba <<la comuna, tanto como forma abierta de cooperación política como de coexistencia directa de individuos libres, puede llegar a ser la única respuesta adecuada a nuestra época>>.
Las actividades políticas se redujeron con la mudanza a un piso de 6 habitaciones y media en Kaiser-Friedrich-Straße. Sin embargo por la naturaleza y las tácticas que usaron hizo y los procesos judiciales a los que eran llamados les hizo que fuesen tratados como personas famosas. Según uno de los miembros de la comuna el piso estaba organizado en torno a dos habitaciones, una utilizada como biblioteca y la otra como despacho y dormitorio. Los colchones estaban sobre el suelo. Aunque se dormía en la habitación principal, existía dos habitaciones que también eran utilizadas como dormitorios y en el resto se preparaban los panfletos políticos y la cartelería. Finalmente se trasladaron a un almacén vacío en Berlín-Moabit y comenzaron a renovar los tres pisos con los que contaba. Uno se convirtió en discoteca, otro piso era para los visitantes y el tercero para la propia comuna.

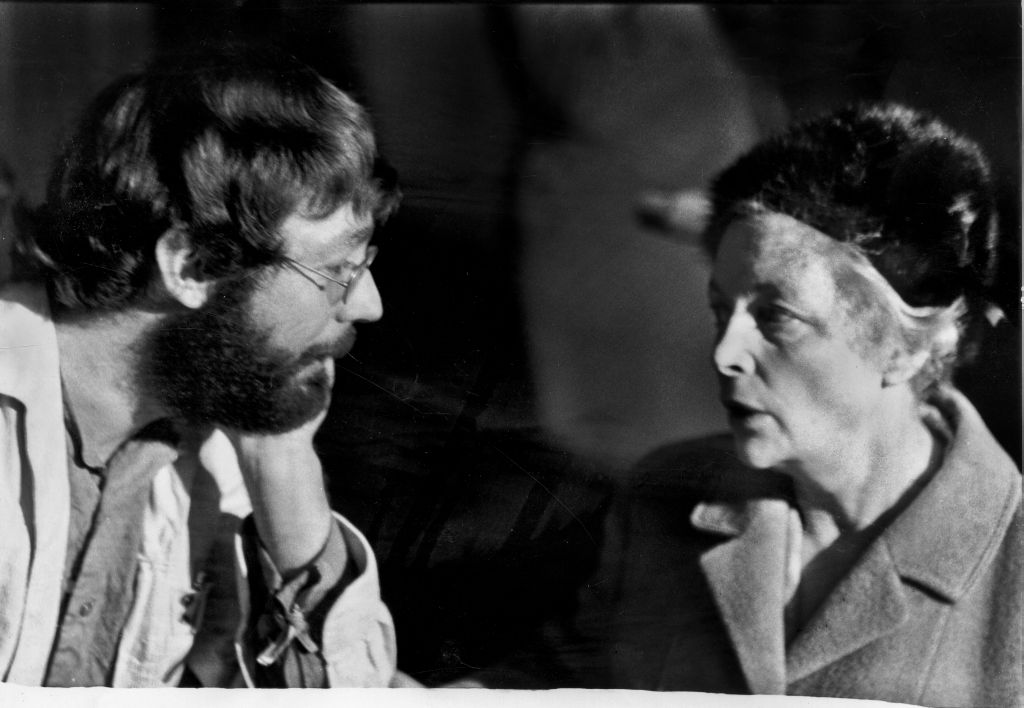
Teufel (a la izquierda) en 1968

Diferentes desacuerdos y tensiones llevaron a la disolución de la comuna. Kommune I no duró mucho tiempo, menos de 35 meses, desde principios de 1967 hasta noviembre del 1969, pero tuvo una gran influencia en la vida cotidiana de la República Federal sirviendo como escaparate de cómo debería ser la vida moderna a finales de los años sesenta. Fritz Teufel dijo de Kommune I que <<La base del experimento fue la abolición de la propiedad privada>> y que no querían <<esperar la gran revolución proletaria, la expropiación de los medios de producción, la construcción socialista>> al estar ya <<hartos del parloteo de los "sacerdotes" marxistas.
En la misma época se fundaron proyectos comunales en la ciudad aunque la mayoría fueron de poca duración: Linkeck-Kommune, Anarsch-Kommune, Bülow-Kommune, etc. Todos estos proyectos buscaron el profundizar en el repertorio usado por la APO. Tanto el magazine "Kursbuch" como la socióloga, discípula de Theodor Adorno, Heidi Berndt se mostraron a favor del desarrollo de estas comunas.
New York

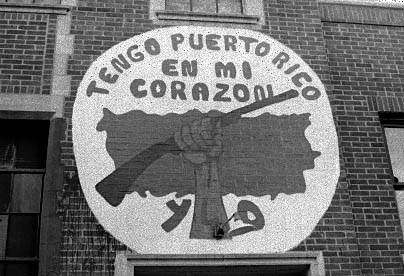
Logo de "Young Lords" en un edificio (2003)

Durante la primavera y verano de 1970 tuvo lugar en New York  la "Operation Move‐In" ("Operación Mudanza"), formado por un colectivo local que luchaba contra la pobreza y a favor de los derechos de los okupas y que tuvo su origen en las constantes luchas por el derecho a la vivienda que se venían sucediendo desde principios de siglo. Los primeros organizadores de la Operación eran izquierdistas y disidentes de la "Guerra contra la pobreza" que había lanzado Lyndon B. Johnson a los que se habían sumado los Young Lords, una organización militante de activistas portorriqueños y precedente del Ejército Popular Boricua. El colectivo instaló a familias de bajos ingresos en edificios que a pesar de su buen estado se pretendían demoler. Se organizaron iniciativas similares en otras partes de New York por parte de los activistas entre los que destacaban Jane Benedict, miembro del Consejo Metropolitano y fundadora de un comité encargado de apoyar a los inquilinos que se resistían a ser desalojados, y la organización juvenil I Wor Kuen de Chinatown, precedente  junto al Movimiento 29 de Agosto de la Liga de Lucha Revolucionaria (Marxista-Leninista). Además la Oficina del Consejo Metropolitano ayudó a poner en contacto a los diferentes okupas con los inquilinos que se resistían a ser desalojados por el gobierno.
Las autoridades amenazaron con desalojarlos y mandaron obreros al resto de apartamentos vacíos donde destrozaron las paredes, rompieron las cocinas, cortaron las tuberías y el cableado. Sin embargo estas acciones hicieron al movimiento más fuerte y finalmente permitieron a los okupas se quedaran con las casas. Los okupas consiguieron obtener algunas concesiones, pero no fueron capaces de detener la gentrificación gradual de Upper West Side. El 25 de julio unas cincuenta y cinco familias ayudadas por activistas de la pasada "Operación Mudanza", el movimiento "Brigada Urbana" (formado por universitarios latinos de Columbia y Banard), el grupo de latinos conocidos como "El Comité" y cuarenta y siete organizaciones de toda la ciudad; ocuparon dos edificios abandonados de Morningside Heights propiedad de la Iglesia Episcopal. La Iglesia los denunció, pero finalmente permitió que 400 residentes acabasen viviendo allí gracias al apoyo que recibieron de los feligreses. Asimismo 200 familias del West Side y del Lower East Side llegaron a un acuerdo o lograron algunas concesiones un año después.
Posteriormente la inseguridad de la vivienda y la gentrificación de los vecindarios se fue intensificando a medida de que la ciudad "adoptaba un modelo de desarrollo neoliberal".
Rosario (Argentina)
El Galpón Okupa, también conocido como Centro Kultural Independiente  (CKI), constituyó el primer caso exitoso de un centro kultural okupa en Argentina. Se trataba de un edificio ferroviario abandonado que estuvo okupado entre 1997 y 1998 que estaba dedicado a actividades artísticas y culturales. Aprovechando la relativamente alta afluencia de personas con experiencias en el arte, el espacio elaboró una grilla semanal de actividades y talleres. Se organizaron veladas, presentaciones como ciclos de videocine, conciertos, destacando Catupecu Machu, Niños con bombas o Las Manos de Filippi; y obras de teatro gratuitos en la que llegó a participar el actor Omar García Serra.
En abril de 1998 se había intentado desokupar seis veces. Sin embargo con la relevancia que tuvo la muerte de la porteña María Soledad Rosas en una comisaría de Turín tras ser arrestada por estar en una casa okupa de la misma ciudad se inició el proceso de desalojo por el Ente Nacional de Administración de Bienes Ferroviarios que finalmente fue desalojada en la mañana del 12 de agosto de 1998 por medio de una exhibición exagerada de la fuerza pública.
Santiago de Chile
En Santiago de Chile la primera okupación tuvo lugar en mayo de 1998 en Santiago Centro y se le denominó "La Kasita" y apenas duró unos meses debido a conflictos internos. Sin embargo  "generó aprendizajes e instaló a la okupación en el imaginario contestatario y alternativo" del país.
En 1999 se volvió a okupar una casa que iba a ser demolida en La Florida a la que se le llamó "Casa Okupa La Pajarera". Tuvo funciones habitacional, de espacios culturales y talleres. Ese mismo año también se okupo la "Kasa Kultural La Marraketa", ubicada en Macul, por parte del colectivo Apoyo Mutuo. En el lapso de tiempo que estuvo okupada y tras "descargarla para sacarle los malos espíritus", "La Marraketa", referente de la okupación en Chile, se utilizó como local de ensayo de diferentes grupos musicales, se realizaron conciertos y funciones de circo y musicales para los niños del vecindario. Fue desocupada el 12 de febrero de 2004 con una importante cobertura de los medios de comunicación y de policías. La Municipalidad, que arguyó que se iba a ensanchar la calle y crear una plaza, acabó creando un centro comercial tras la resistencia de unas 75 personas entre las que se incluían okupas de La Pulga, casa okupa de Maipú.

### SigloXXI
En el siglo XXI, la okupación en Europa ha estado ampliamente ligada al fenómeno de la llamada crisis migratoria o crisis de los refugiados especialmente en Grecia que a pesar de ser un país de tránsito sufrió el cierre gradual de la Ruta de los Balcanes y la firma de un acuerdo entre la Unión Europea y Turquía. Esto hizo que unos 56.000 refugiados se quedaran atrapados en el país heleno.
Con este fenómeno miles de los refugiados también optaron por okupar, además de edificios, parques y plazas atenienses a pesar del hostigamiento de las autoridades y los continuos ataques violentos de los grupos de extrema derecha.
El fenómeno de la okupación ligada a la inmigración también ha tenido cierta importancia en España y diferentes ciudades de Italia donde destacó la casa okupa Ex Moi, antigua villa olímpica turinesa okupada en 2013.
Atenas

Con la Carta de Atenas y el Proyecto Alexandra, conocido como prosfygika y ejemplo del modernismo arquitectónico griego, se comenzó a construir un complejo de edificios entre 1933 y 1935 con el que se pretendía cumplir los objetivos del IV CIAM.

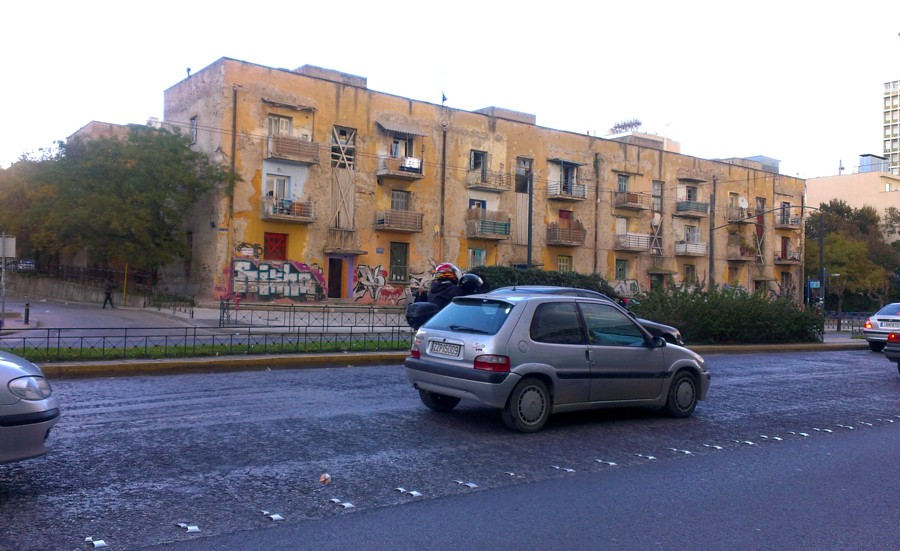
Prosfygika de la Avda. Alexandras (Atenas)

 El proyecto quedó inconcluso y los edificios comenzaron a deteriorarse provocando luchas entre el Ayuntamiento y los activistas locales que llevaron finalmente a que las autoridades decidieran proteger el proyecto de viviendas en el 2009. Sin embargo no llegó a materializarse dicho proyecto lo que hizo que al año siguiente se creara la "Comunidad Okupa de Prosfygika", colectivo formado por activistas e inmigrantes afectados por la crisis (migratoria) y que acoge iniciativas y espacios como un centro social, autónomo, una cocina comunitaria, una cafetería y un proyecto de salud. En el 2022 la policía intentó desalojar violentamente los edificios en dos operaciones que acabaron con 79 detenidos.
En septiembre de 2015, algunos activistas okuparon un edificio gubernamental que se encontraba abandonado proclamando su <<solidaridad con los refugiados e inmigrantes para cubrir sus necesidades inmediatas (alojamiento, comida y asistencia médica)>> tratandose <<de un proyecto de solidaridad autogestionado, en el que las personas del vecindario y los refugiados e inmigrantes toman juntos las decisiones>> donde <<el órgano decisivo es una asamblea abierta, donde todas las personas son bienvenidas a participar sin excepción>>. Durante los meses siguientes se establecieron espacios similares que formaban parte de una red solidaria mayor: Asamblea de Okupaciones para Refugiados (Sintonistikò Prosfigikon Katalipseon).

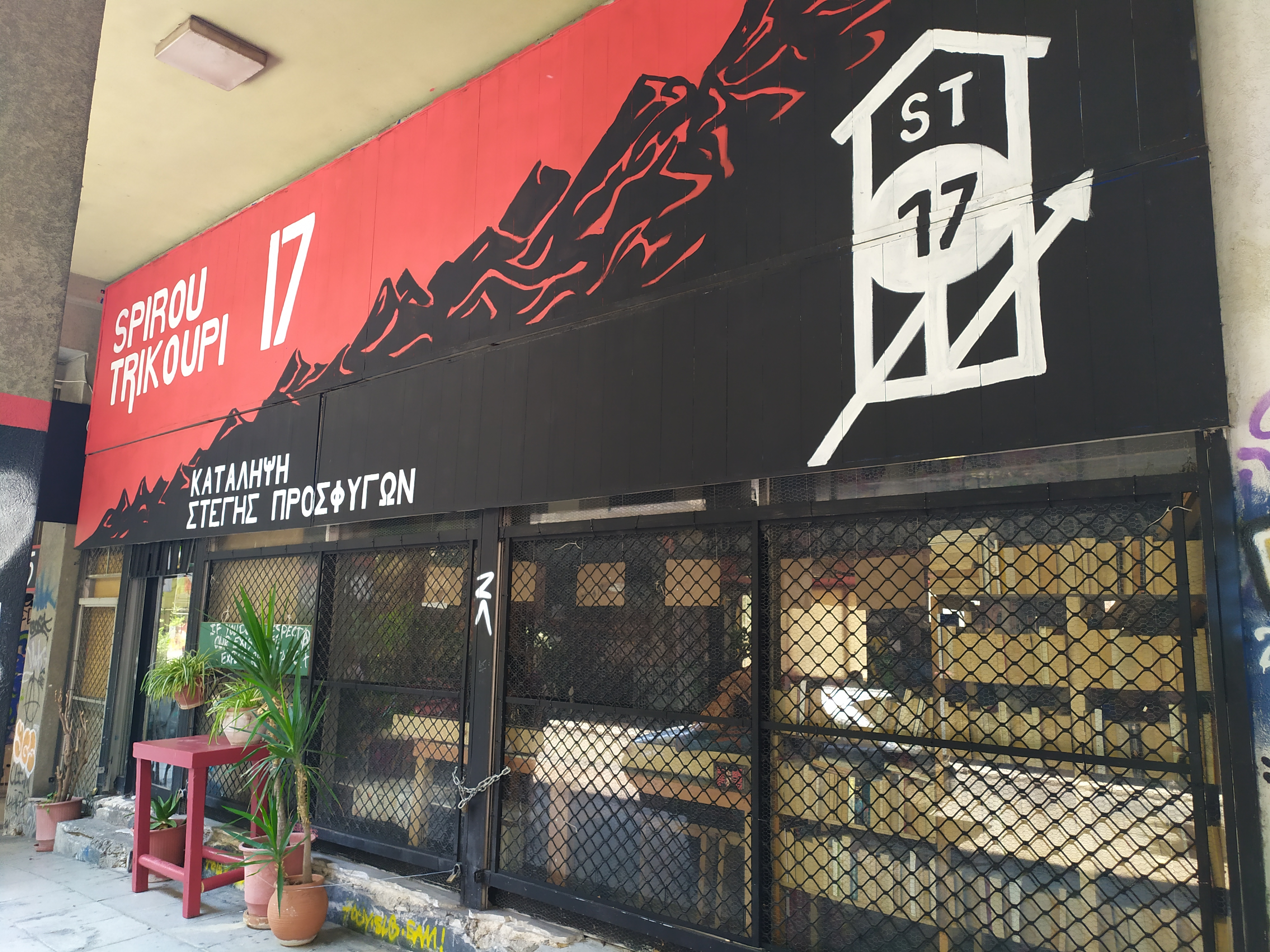
Okupa Spirou Trikoupi 17, vinculada con la inmigración, (2019)

Debido a la Gran Recesión, la consiguiente crisis política y social varios edificios de la ciudad fueron abandonados debido a la bancarrota de los grupos inversores. El hotel City Plaza, construido en 2004 para los Juegos Olímpicos, corrió la misma suerte: Cerró en 2010 y se dejó el edificio abandonado. El 22 de abril de 2016, activistas y académicos de "Iniciativa de Solidaridad para los Refugiados Económicos y Políticos" okuparon el edificio y lo transformaron en viviendas para los refugiados convirtiendo lo en "centro de lucha contra el racismo y la exclusión, a favor del derecho a la libre circulación, las condiciones de vida digna y la igualdad de derechos". Se adecuó el edificio de manera que contará con una cafetería, una biblioteca, un dentista, una farmacia, una guardería y talleres de carpintería y metalurgia. La okupación duró hasta julio de 2019, tras buscar alojamiento seguro para los que aún vivían en el hotel. En ese tiempo se acogieron a más de 2.500 refugiados de 13 países distintos. La mayoría estuvo esperando completar su documentación para viajar a otros lugares de Europa. En su momento más álgido llegaron a convivir en el Hotel unas 400 personas entre las que se incluían 185 niños.
Brasil
El proceso de okupación de edificios en Brasil es producto de una situación de extrema necesidad y no por los diferentes problemas para encontrar una vivienda.
Muchos edificios okupados en Río de Janeiro han tenido cierto éxito en su lucha destacando Chiquinha Gonzaga, llamado así en honor a la compositora, que en 2004 consiguió una financiación pública con la que renovaron y arreglaron gracias a la OSAL Chiq da Silva un edificio que pertenecía al Instituto Nacional de Colonización y Reforma Agraria que llevaba 20 años abandonado. Un caso similar es el de Regente Feijó en la zona centro.
Para la okupación de Chiquinha Gonzaga, primera en Río, se realizaron previamente más de seis meses de reuniones para prepararlo todo entre los movimientos sociales de la CMP (de escala nacional) y el FLP, un grupo de activistas de orientación socialista de la propia ciudad. El objetivo de la ocupación era llamar la atención sobre el problema de la vivienda y la existencia de edificios vacíos en el centro de la ciudad además de compartir la experiencia de otro tipo de organización no centralizada.

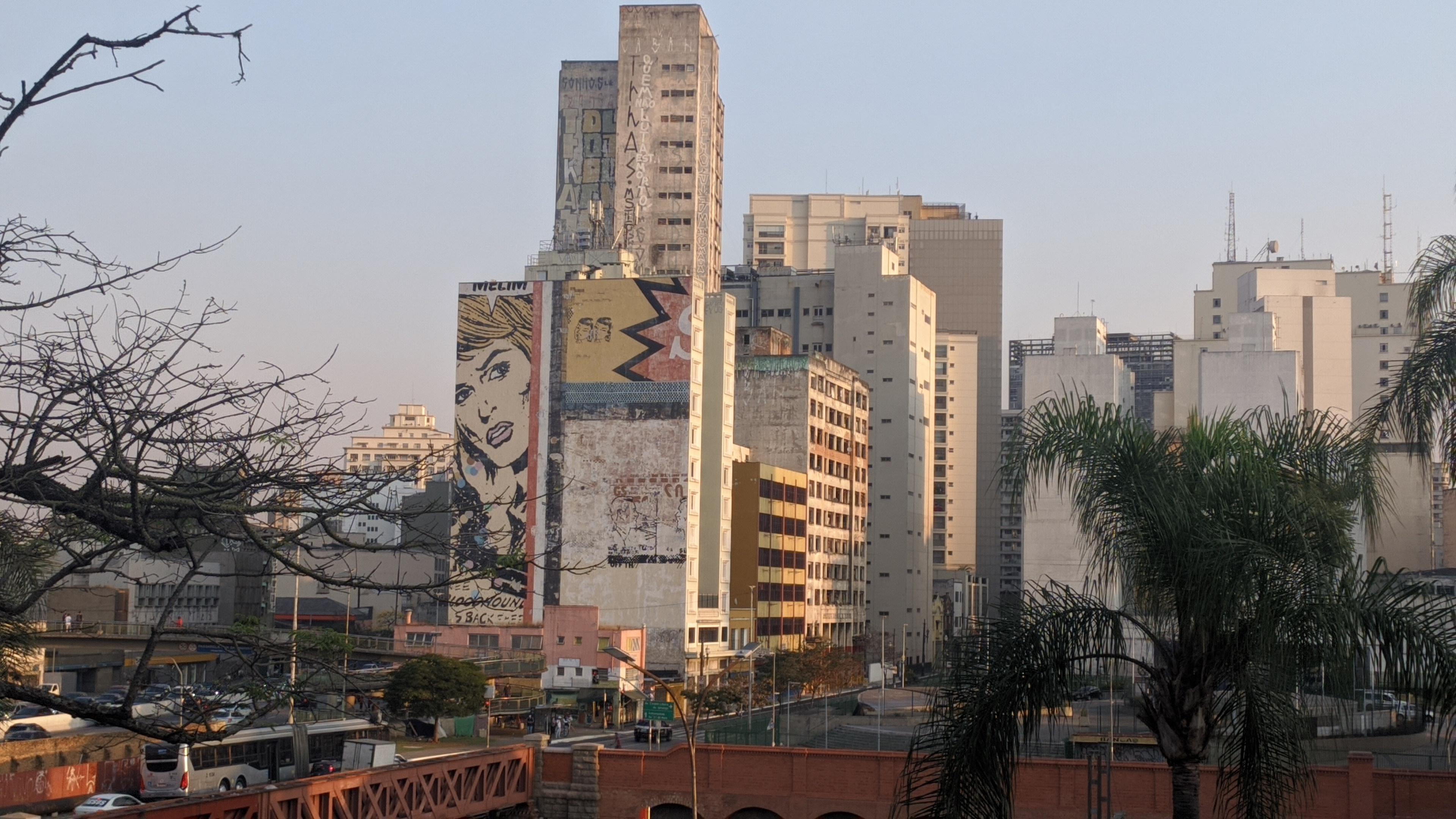
Edifício Prestes Maia (São Paulo) okupado en 2002yreokupado en 2010

Lo sucedido en Chiquinha Gonzaga desembocó en la okupación de Zumbi dos Palmares, debido al líder guerrero de los esclavos y desalojada en 2011, y de Quilombo das Guerreiras que sería desalojada en 2014. Quilombo das Guerreiras fue creado por 150 pobres que organizados por diferentes movimientos sociales okuparon en 2006 un edificio público que llevaba 20 años vacío en el actual Porto Maravilha. Durante los 7 años que estuvo okupado el edificio los inquilinos realizaron varias mejoras entre las que se encontraban aulas, una biblioteca y una cocina comunitaria entre otros servicios. Finalmente el edificio fue vendido a Donald Trump.
Después de un largo proceso de planificación en octubre de 2007, 42 familias con la ayuda del Movimento Nacional de Luta pela Moradia (MNLM) okuparon un edificio que llevaba 11 años abandonado propiedad del INSS. Se le nombró Manoel Congo en honor al líder de la mayor rebelión de esclavos y es considerada por muchos estudiosos como el ejemplo a seguir. Tras el éxito en esta okupación el MNLM okupó otros tres edificios: Mariana Crioula, Nueve de noviembre y Solano Trindade.
En São Paulo se okupó el Edificio Prestes Maia,deshabitado desde 1978, por primera vez en noviembre de 2002. Esta primera okupación estuvo marcada por la creación de una biblioteca comunitaria en el edificio. El edificio fue desalojado en 2007 después de reuniones, asambleas y una orden judicial. Cuando fue desalojado vivían en el edificio 468 familias que llegaron a un acuerdo con el ayuntamiento de la ciudad que le ofreció ayuda monetaria y otras viviendas Sin embargo, en octubre de 2010 el edificio volvió a ser okupado por 2.000 pesonas de 478 familias En 2015 el Ayuntamiento compró el edificio y éste sufrió un incendio en 2018.
México D.F.

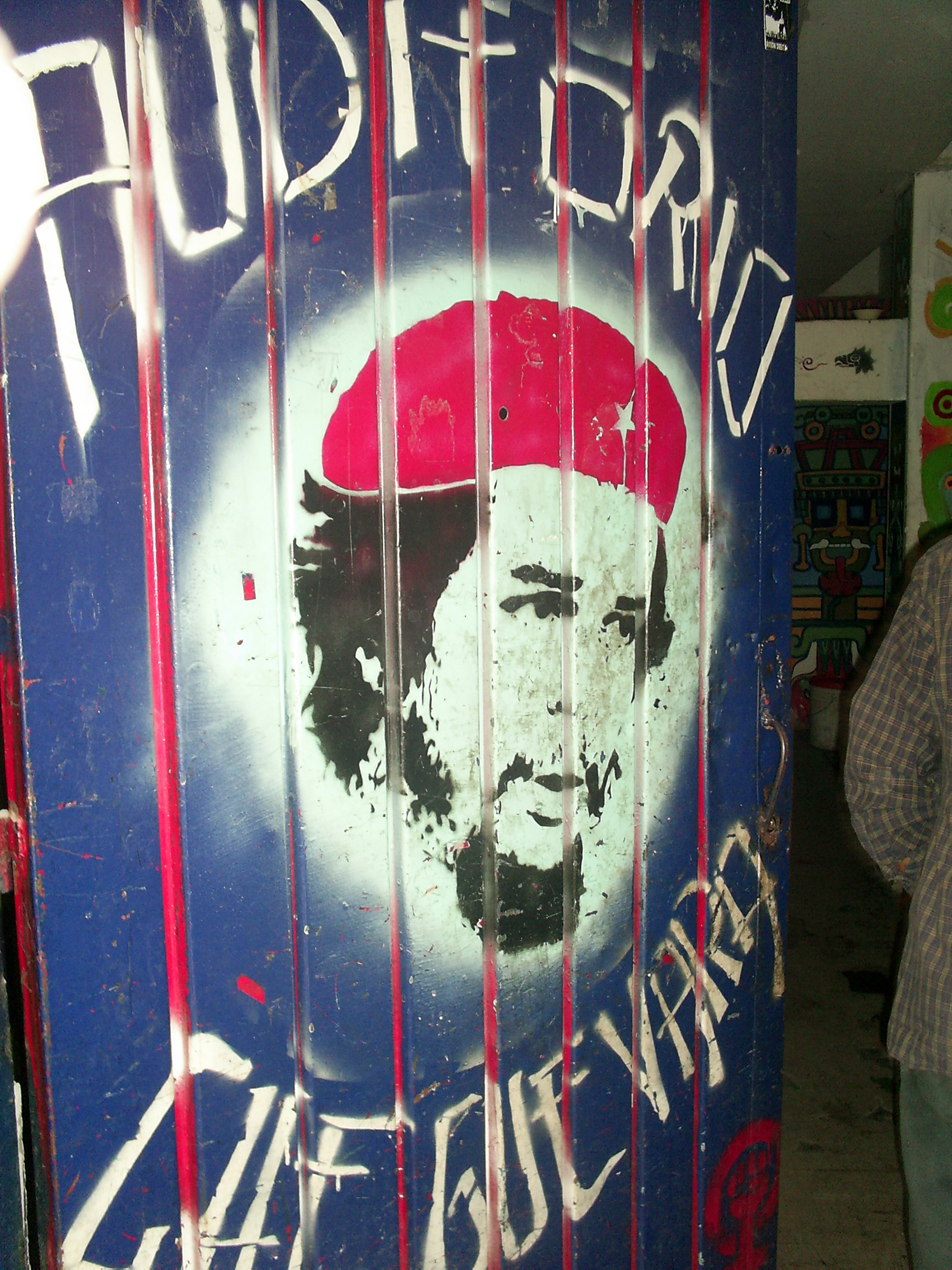
Una de las puertas de acceso del Auditorio

Aunque ya se habían registrado huelgas de alquileres en los años de 1920 de la mano del sindicalista y anarquista Herón Proal; y en la década de 1940 surgió el paracaidismo,(una especie de ocupación desordenada de inmuebles en abandono). No fue hasta la década de 1980 y más concretamente con el terremoto de 1985 cuando comenzó a notarse el fenómeno. Surgieron grupos sociales que lucharon en un principio por restituir viviendas y derechos a quienes las habían perdido destacando el Movimiento Urbano Popular, aunque ya venía actuando décadas atrás.
Uno de los casos más destacados fue la okupación del Auditorio Justo Sierra en Ciudad Universitaria (México D.F.) el 4 de septiembre del 2000 durante la huelga en la UNAM. Al concluir la huelga con la entrada de unos 2.500 policías federales, se liberaron todos los edificios que estaban cerrados, menos el auditorio. Desde entonces su administración se encuentra en una disputa constante. Activistas del CGH (2000-2013), zapatistas, Frente Popular Francisco Villa y anarquistas (2014-¿?) han ocupado este espacio en diferentes momentos.
En 2003 tuvo lugar la okupación de un edificio donde se hizo el Centro social okupado "Chanti Ollin" en Cuauhtémoc. "Chanti Ollin", "Casa en movimiento" en náhuatl, estaba okupado por personas de diferentes clases, extranjeros y colectivos, algunos pertenecientes a los integrantes de la Huelga del 99, y cuya finalidad era ser <<un lugar con fines sociales y culturales abierto al intercambio>>. Sin embargo el Centro Nacional de Inteligencia mexicano lo catalogó como una organización anarquista.  catalogada por los servicios de inteligencia mexicanos como una organización anarquista junto al Centro Cultural Okupado "El Engrane" y la Okupa Che [Guevara](nombre con el que se conocía al Auditorio Justo Sierra).

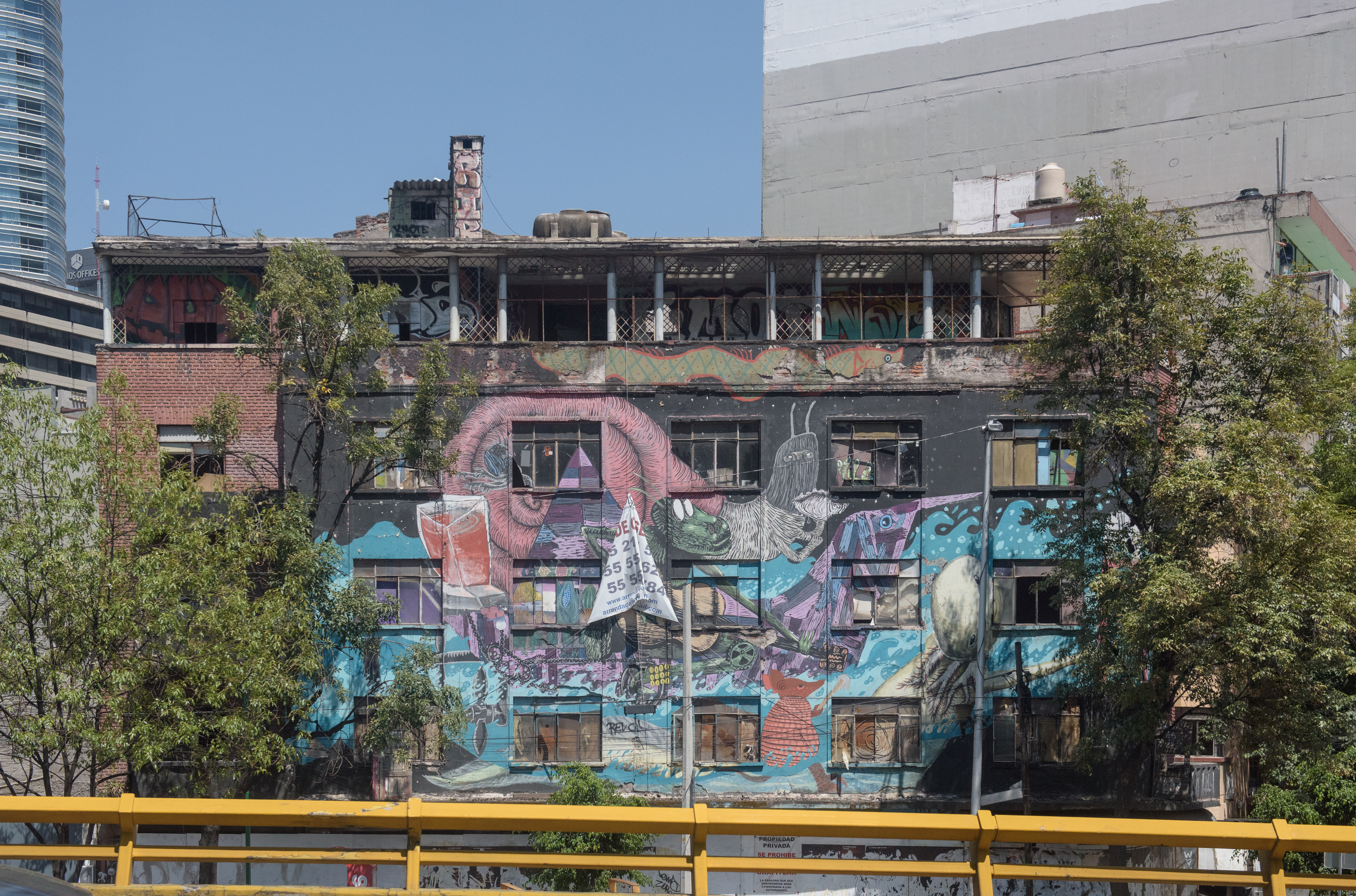
Edificio okupado "Chanti Ollin" (2022)

Los miembros de "Chanti Ollin" aplicaron prácticas alternativas procedentes de comunidades indígenas como el tequio y el calpulli que permitieron establecer relaciones entre los miembros de la Comunidad. Además tenían un campo de cultivo y en la azotea cultivaban alimentos que les permitían ganar dinero con el que mejorar las infraestructuras del edificio.
Fue desalojado por los antidisturbios el 22 de noviembre de 2016 y 26 personas fueron detenidas. Esto llevó a los okupas a instalar un campamento en el exterior del edificio que duró hasta el 7 de febrero de 2017. El desalojo puso de manifiesto el apoyo de la okupación por parte de diferentes movimientos sociales, activistas, intelectuales y académicos, lo que permitió a los miembros de "Chanti Ollin"  seguir trabajando en espacios cedidos por otros movimientos sociales y comunidades.
Berlín
En junio de 2012, decenas de jubilados de entre 67 y 96 años okuparon un antiguo centro comunitario que aún se utilizaba en Pankow (antiguo Berlín Oriental). El centro iba a ser demolido para reurbanizarlo para construir viviendas de lujo. Antes de que se plantease su demolición el centro se había convertido en un refugio para 300 alemanes orientales que por un euro al mes tenían un lugar donde socializar tras haber perdido su empleo con la reunificación alemana. Los jubilados crearon una red de apoyo tanto en Berlín como en el resto del país y pasaron también a formar parte de una red mayor que se manifestó contra la gentrificación, traída en este caso particular por los "wessis" según los propios ancianos, y la escasez de vivienda. Debido al gran apoyo que estaban recibiendo, el ayuntamiento berlinés acabó negociando con los pensionistas y como resultado, tras 111 días de okupación, le ofreció un contrato temporal en el que se permitía a los jubilados administrar el edificio  como un colectivo autónomo autogestionado.
A principios de 2015, el colectivo de arquitectos, diseñadores y artistas inglés Assemble  se pusieron en contacto con los okupas y les presentó una propuesta tras varias reuniones para la creación de un edificio para ellos que constaba de 20 unidades residenciales, un área común y otra parte de uso tanto colectivo como privado que sería parte de la cooperativa y se administraría por un comité elegido por los propios pensionistas. 

## En el cine y la televisión
En 1970 la organización de activistas documentalistas estadounidenses "Newsreel", capitaneados por William A. Price (excorresponsal de la ONU y afiliado al CPUSA), estrenó el documental "Break and Entry" sobre la "Operación Mudanza" en el que se filmó los esfuerzos de 150 familias, en su mayoría de Puerto Rico, para poder conseguir una vivienda asequible y segura en un contexto de extrema desigualdad y discriminación en la zona de Upper West Side. 
La película El club de la lucha, dirigida por David Fincher y protagonizada por Edward Norton, Brad Pitt y Helena Bonham Carter, es exponente de esta práctica cuando el protagonista encuentra su apartamento destrozado por una explosión y se muda a lo que finalmente es una okupación. Lo mismo del propio lugar donde se realiza dicho club.
Se han realizado numerosos documentales para las televisiones de diferentes países como "Los okupas" elaborado por la Televisión chilena en 1999.
La historia de María Soledad Rosas, una joven argentina okupante de viviendas en Turín, Italia, y muerta en extrañas circunstancias (posiblemente asesinada simulando un suicidio) , inspiró al escritor Martín Caparrós para su libro Amor y anarquía. La vida urgente de Soledad Rosas 1974-1998, y a la directora de cine Agustina Macri para su película Soledad, protagonizada por Vera Spinetta.
En Argentina, en el año 2000 se lanzó al aire la serie okupas, que si bien la trama principal es la ocupación de un grupo de amigos en un caserón, se les da más importancia a otros temas dentro de la serie